# William H. Seward
William Henry Seward (Florida, 16 de maio de 1801 – Auburn, 10 de outubro de 1872) foi um advogado e político norte-americano que serviu como o 24º Secretário de Estado dos Estados Unidos de 1861 a 1869. Anteriormente tinha atuado como o 12º Governador de Nova Iorque entre 1839 e 1842 e também senador pelo mesmo estado de 1849 a 1861. Seward foi um grande opositor da expansão da escravidão nos Estados Unidos nos anos que precederam a Guerra de Secessão, uma das principais figuras do Partido Republicano em seus primeiros anos e um dos líderes políticos da União durante a Guerra de Secessão.
Seward nasceu em 1801 no vilarejo de Florida, em Nova Iorque, onde seu pai era um fazendeiro escravocrata. Formou-se advogado e se mudou para Auburn, no centro do estado. Foi eleito em 1830 para o senado estadual como membro do Partido Antimaçônico. Quatro anos depois foi indicado pelo Partido Whig para a eleição a governador, sendo derrotado, porém foi eleito para o cargo em 1838 e reeleito em 1840. Seward, durante este período, aprovou várias leis que concederam mais direitos e oportunidades para cidadãos negros, além de garantir julgamentos com júri no estado para escravos fugitivos. Essas legislações protegeram abolicionistas e ele usou sua posição para intervir em casos de negros livres que foram escravizados no Sul.
Ele passou anos praticando direito em Auburn até ser eleito em 1849 pela legislatura de Nova Iorque para o Senado dos Estados Unidos. Seward logo passou a ser odiado no Sul devido suas posições fortes e retórica provocativa contra a escravidão. Foi reeleito senador em 1855 e logo filiou-se ao recém-fundado Partido Republicano, tornando-se uma de suas principais figuras. Seward era considerado um dos principais candidatos para a indicação republicana na eleição presidencial de 1860. Entretanto, fatores como suas atitudes sobre escravidão, apoio a imigrantes e católicos e associação com o editor e chefe político Thurlow Weed lhe prejudicaram, permitindo que Abraham Lincoln conseguisse a indicação para concorrer. Seward ficou devastado pela perda, mas mesmo assim fez campanha para Lincoln, que o nomeou como Secretário de Estado depois de vencer a eleição.
Seward se esforçou ao máximo para impedir que os estados do Sul se separassem, dedicando-se completamente para a causa da União depois disso falhar. Sua posição firme contra qualquer intervenção internacional na Guerra de Secessão ajudou a dissuadir o Reino Unido e a França de reconhecerem a independência dos Estados Confederados. Ele foi um dos alvos da trama de assassinatos que matou Lincoln em 1865, sobrevivendo depois de ser seriamente ferido por Lewis Powell. Seward manteve seu cargo na presidência de Andrew Johnson, durante a qual negociou a Compra do Alasca em 1867 com a Rússia e apoiou o presidente durante seu impeachment. Seward se aposentou em 1869, viajando pelos Estados Unidos e mundo até morrer em 1872. Sua reputação cresceu após sua morte, sendo muito elogiado pela historiografia por seu papel na Guerra de Secessão.

## Infância
William Henry Seward nasceu em 16 de maio de 1801 na pequena comunidade de Florida, localizada no Condado de Orange em Nova Iorque. Era o quarto filho de Samuel S. Seward e sua esposa Mary Jennings. Samuel Seward era um rico dono de terras e escravagista em Nova Iorque; a escravidão só foi abolida completamente no estado em 1827. Florida ficava localizada a aproximadamente cem quilômetros ao norte da cidade de Nova Iorque, ao oeste do rio Hudson, e era um pequeno vilarejo rural com por volta de doze casas. O jovem Seward estudou na escola local e também em Goshen, a capital do condado. Ele era um estudante inteligente que gostava de seus estudos. Anos depois, um dos ex-escravos de sua família contou que Seward costumava fugir de casa para ir para a escola, em vez de fugir da escola para ir para casa.
Seward foi enviado para a Union College em Schenectady aos quinze anos de idade. Foi admitido em uma classe do segundo ano e logo se destacou como um excelente aluno, conseguindo entrar para a sociedade de honra Phi Beta Kappa. Seus colegas incluíam Richard M. Blatchford, que se tornaria um duradouro associado jurídico e político. Samuel Seward dava pouco dinheiro para o filho e os dois brigaram sobre dinheiro em dezembro de 1818, no meio do último ano de Seward na Union. Este voltou para Schenectady, mas logo deixou a faculdade junto com seu colega estudante Alvah Wilson. Os dois pegaram um navio para a Geórgia, onde Wilson tinha recebido uma oferta de emprego como reitor de uma nova academia na área rural do Condado de Putnam. Wilson no caminho aceitou um trabalho em outra escola, deixando que Seward continuasse até Eatonton, no Condado de Putnam. Os fideicomissários da instituição entrevistaram Seward, então com dezessete anos, e consideraram suas qualificações boas.
Ele gostou de sua época na Geórgia, onde foi aceito como adulto pela primeira vez na vida. Seward foi tratado com hospitalidade, porém também testemunhou o péssimo tratamento dos escravos. Sua família o persuadiu a voltar e ele o fez em junho de 1819. Já era muito tarde para que ele se formasse junto com sua turma, assim estudou direito em um escritório de advocacia em Goshen antes de voltar para a Union College, conquistando seu diploma com as mais altas honras em junho de 1820.

## Início de carreira

### Advogado e política

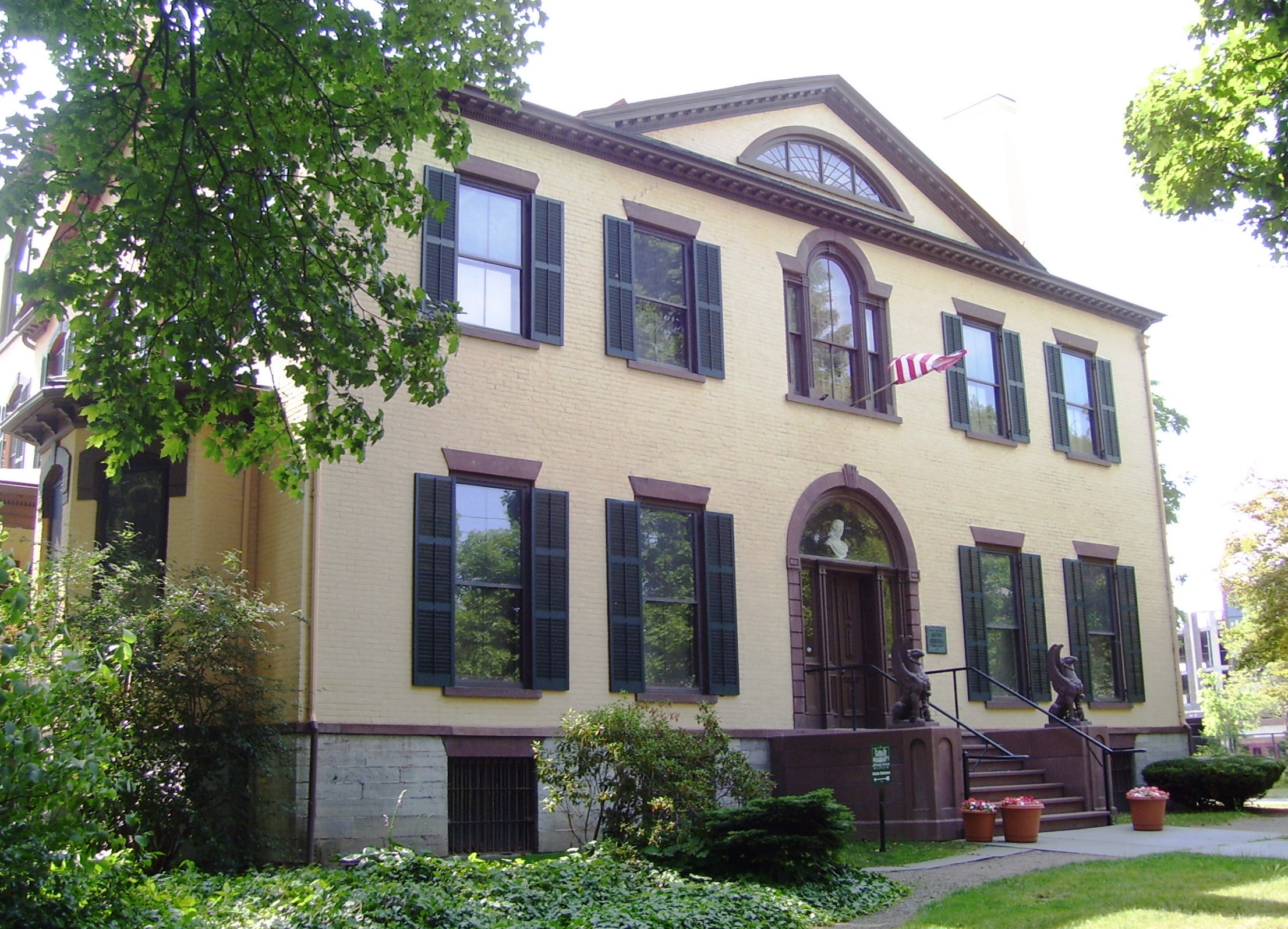
Casa em que Seward morou em Auburn de 1824 até sua morte, construída por seu sogro, hoje um museu

Seward passou os dois anos seguintes estudando direito em Goshen e em Nova Iorque com os advogados John Duer, John Anthon e Ogden Hoffman. Ele passou na prova da ordem dos advogados em 1822. Seward poderia ter começado a praticar direito em Goshen, porém não gostava da cidade e procurou trabalhar no crescente oeste do estado. Ele decidiu ir para Auburn, no Condado de Cayuga, que ficava aproximadamente duzentos quilômetros ao oeste da capital estadual Albany e uns trezentos quilômetros ao noroeste de Goshen. Ele juntou-se ao escritório do juiz aposentado Elijah Miller, cuja filha Frances Adeline Miller era uma colega de classe de Cornelia Seward, irmã de Seward, no Troy Female Seminary. Frances Miller e Seward se casaram 20 de outubro de 1824.
O casal viajou para Niagara Falls em 1824 e a roda de sua carruagem se danificou enquanto passavam por Rochester. Dentre aqueles que os ajudaram estava Thurlow Weed, o editor do jornal local. Seward e Weed tornaram-se amigos nos anos seguintes enquanto descobriam a crença conjunta de que políticas governamentais deveriam promover melhorias de infraestrutura, como estradas e canais. Weed é considerado um dos primeiros chefes políticos norte-americanos e se tornaria um dos maiores aliados de Seward. Este beneficiou-se do apoio, porém contemporâneos ficaram com a impressão que Seward era controlado em demasia por Weed.
Seward envolveu-se em política assim que se mudou para Auburn. O sistema político da época estava mudando enquanto novos partidos evoluíam. Havia de forma geral duas facções em Nova Iorque que tinham diferentes nomes, porém eram caracterizadas pelo fato de uma ser liderada por Martin Van Buren e a outra ser contra ele. Van Buren ocupou vários cargos públicos no governo federal. Seus aliados foram chamados de Regência de Albany, pois governavam por Van Buren enquanto ele estava longe.
Ele inicialmente apoiou a Regência, porém já não mais o fazia em 1824, concluindo que ela era corrupta. Seward tornou-se parte do Partido Antimaçônico, que se popularizou em 1826 depois do desaparecimento de William Morgan, um maçom do norte de Nova Iorque. Morgan foi provavelmente morto por outros maçons por publicar um livro que revelava os ritos secretos da ordem. Como o principal candidato em oposição ao presidente John Quincy Adams era o major-general Andrew Jackson, um maçom que caçoava de opositores da ordem, a antimaçonaria ficou muito associada com a oposição a Jackson e suas políticas depois dele ter sido eleito presidente em 1828.
O governador DeWitt Clinton nomeou Seward para o Tribunal Testamentário do Condado de Cayuga no final de 1827 ou início de 1828, porém ele nunca foi confirmado pelo senado estadual por não estar disposto a apoiar Jackson. Seward discursou em favor da reeleição de Adams na campanha de 1828. Foi nomeado para a Câmara dos Representantes dos Estados Unidos pelos antimaçônicos, porém retirou a indicação por achar que não tinha chances de ganhar. Recebeu em 1829 a oferta para a indicação local para uma candidatura à Assembleia Estadual, mas novamente achou que não tinha perspectivas de vitória. Ele conquistou em 1830, com o apoio de Weed, a indicação antimaçônica para senado estadual pelo distrito local. Seward já tinha aparecido em tribunais pelo distrito e falado em favor do apoio governamental para melhoramentos de infraestrutura, uma opinião popular. Weed tinha transferido suas operações para Albany, onde seu jornal defendeu a candidatura de Seward, que foi eleito por dois mil votos.

### Político estadual
Seward assumiu como senador estadual em janeiro de 1831. Ele deixou Frances e os filhos em Auburn, mas escreveu para ela sobre suas experiências, incluindo se encontrar com o ex-vice-presidente Aaron Burr, que tinha voltado a praticar direito em Nova Iorque depois de um exílio na Europa por seu duelo com Alexander Hamilton e julgamento de traição. A Regência, ou o Partido Democrata, como o partido nacional liderado por Jackson e apoiado por Van Buren passou a ser conhecido, controlava o senado estadual. Seward e seu partido aliaram-se com democratas dissidentes e outros para aprovarem algumas legislações, incluindo medidas de reforma penal, pelas quais ele ficaria conhecido.
Ele viajou bastante durante seu tempo como senador estadual, visitando outros líderes anti-Jackson, incluindo o ex-presidente Adams. Também acompanhou seu pai em uma viagem pela Europa, onde encontraram-se com políticos proeminentes da época. Seward esperava que os antimaçons nomeassem John McLean, Juiz Associado da Suprema Corte, para enfrentar Jackson na eleição presidencial de 1832, porém a indicação ficou com o ex-procurador-geral William Wirt. Henry Clay, senador pelo Kentucky e oponente de Jackson, era um maçom, assim inaceitável pelo partido. Jackson venceu a eleição com facilidade e muitos de seus opositores passaram a acreditar que uma frente unida era necessária para derrotar os democratas, com o Partido Whig se formando gradualmente. Os whigs acreditavam em ações legislativas para desenvolver o país e eram contra as decisões unilaterais de Jackson como presidente, que eles consideravam imperiais. Muitos antimaçons como Seward e Weed se filiaram ao novo partido.
Os whigs de Nova Iorque se reuniram em Utica em preparação para eleição para governador em 1834 a fim de determinarem seu candidato. Esperava-se que o governador William L. Marcy, do Partido Democrata, fosse reeleito e alguns whigs proeminentes estavam ansiosos sobre realizarem uma campanha que provavelmente terminaria em derrota. A esposa e pai de Seward queriam que ele se aposentasse da política para aumentar a renda familiar oriunda da sua prática do direito, enquanto Weed pedia para que ele procurasse se reeleger para o senado estadual. Entretanto, a relutância de outros em se candidatarem fez Seward emergir como um dos principais candidatos. Weed conquistou a indicação para Seward durante a convenção em Utica. A eleição concentrou-se em questões nacionais, principalmente sobre as políticas de Jackson. Estas eram populares na época e foi um bom ano para os democratas, com Seward sendo derrotado por onze mil votos. Weed chegou a afirmar que os whigs foram prejudicados por muitos votos ilegais.
Seward, derrotado na eleição para governador e com seu mandato no senado estadual no fim, voltou para Auburn e para a prática de direito em 1835. Ele e sua esposa realizaram uma longa viagem no mesmo ano, chegando até a Virgínia. Eles foram muito bem recebidos pelos sulistas, porém testemunharam cenas de escravidão que confirmaram suas oposições à prática. Seward aceitou no ano seguinte um cargo como agente para os novos donos da Holland Land Company, que era dona de várias extensões de terra no oeste de Nova Iorque, em que muitos colonos estavam comprando terrenos a prazo. Os novos donos eram vistos como proprietários menos indulgentes do que os antigos e contrataram Seward, que era popular na região, na esperança de ajustar a questão. Ele foi bem-sucedido na função, conseguindo persuadir os donos a evitar execuções hipotecárias quando possível depois do início do Pânico de 1837. Em 1838 arranjou a compra das participações da empresa por um consórcio da qual fazia parte.
Van Buren foi eleito presidente em 1836; Seward encontrou tempo para fazer campanha contra ele, mesmo com todas as suas outras atividades. Uma crise econômica logo surgiu e ameaçou o controle da Regência sobre a política de Nova Iorque. Seward não concorreu a governador em 1836, porém enxergou um modo de ganhar em 1838 com a impopularidade dos democratas. Outros whigs proeminentes também queriam a indicação do partido. Weed persuadiu os delegados da convenção de que Seward tinha concorrido na frente de outros candidatos whigs em 1834; ele foi indicado na quarta rodada de votações. Seu oponente na eleição foi novamente Marcy e a economia foi a principal questão. Os whigs argumentaram que os democratas eram responsáveis pela recessão. Na época era considerado inapropriado que os próprios candidatos fizessem campanha em pessoa, assim Seward deixou essa tarefa principalmente nas mãos de Weed. Ele foi eleito por uma margem de aproximadamente dez mil votos de um total de quatrocentos mil. Sua vitória foi a mais significativa para o Partido Whig até então e eliminou a Regência permanentemente do poder no estado de Nova Iorque.

## Governador de Nova Iorque

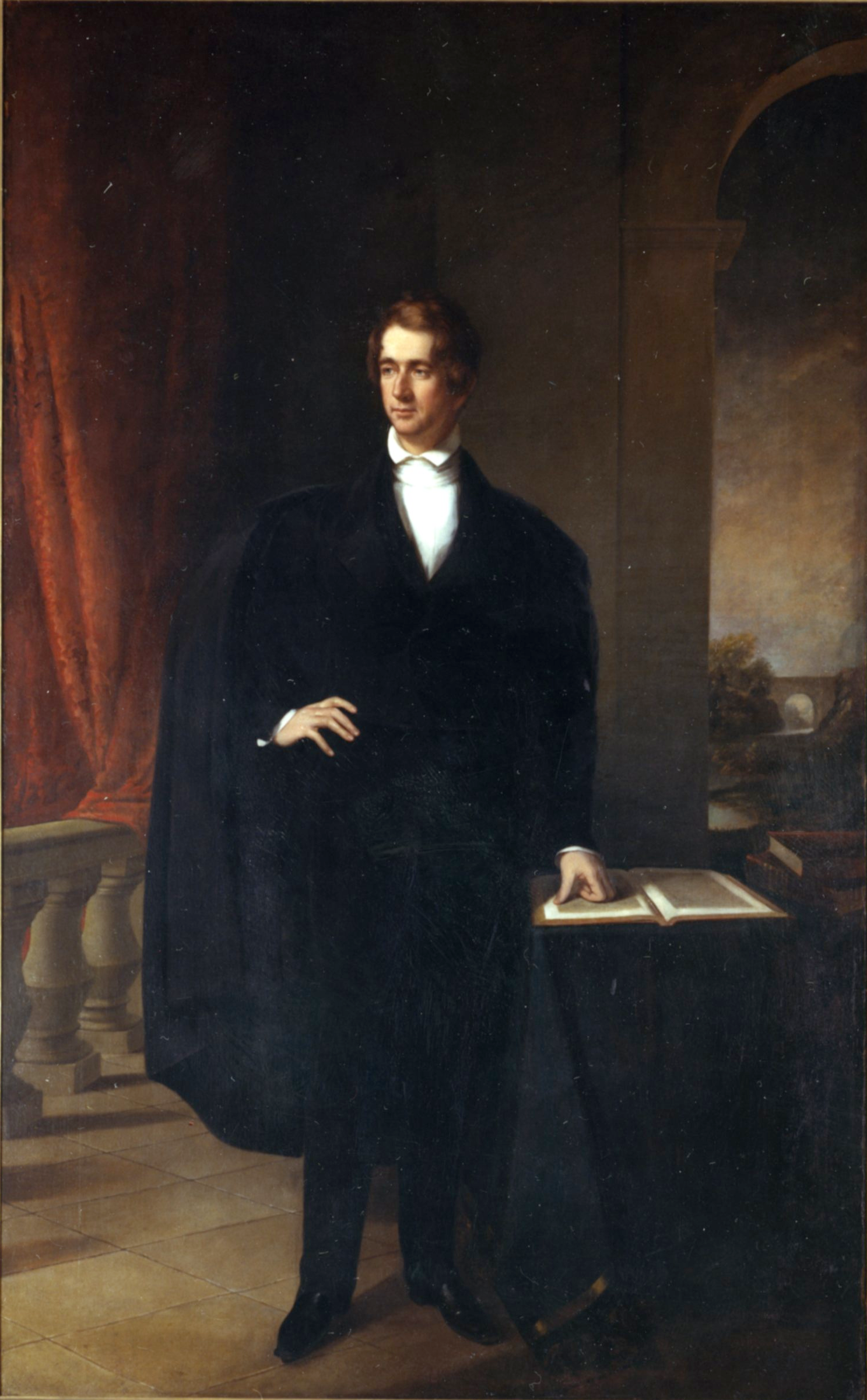
Retrato de Seward como governador, por Chester Harding

Seward tomou posse como o 12º governador de Nova Iorque em 1º de janeiro de 1839 diante de uma multidão de whigs jubilosos. Naquela época, a mensagem anual emitida pelo governador de Nova Iorque era publicada e discutida tanto quanto a mensagem do presidente. Walter Stahr, biógrafo de Seward, comentou que sua mensagem estava "cheia de juventude, energia, ambição e otimismo". Seward destacou os grandes recursos inexplorados dos Estados Unidos e afirmou que a imigração deveria ser encorajada para que pudesse ser aproveitada. Ele pediu para que liberdade de cidadania e religião fossem concedidas para aqueles que chegassem em Nova Iorque vindos de outros países. Na época, as escolas públicas da cidade de Nova Iorque eram administradas por protestantes e usavam textos protestantes, como a Bíblia do Rei Jaime. Seward acreditava que esse sistema era uma barreira para a alfabetização de filhos de imigrantes e propôs legislações para mudar isso. Afirmou que educação "acaba com as distinções, antiquíssimas, de rico e pobre, mestre e escravo. Acaba com a ignorância e corta a raiz do crime". A posição de Seward era popular com imigrantes, porém detestada por nativistas.
A Assembleia Estadual tinha uma maioria whig no início do mandato de Seward, porém o partido tinha apenas treze dos 32 senadores estaduais. Os democratas se recusaram a colaborar exceto nas questões mais urgentes, com Seward inicialmente incapaz de avançar boa parte de sua agenda política. Consequentemente, as eleições legislativas de 1839 eram cruciais para as esperanças políticas do governador e para desemperrar indicações de muitos whigs para cargos estaduais que dependiam da confirmação do senado. Tanto Seward quanto Van Buren discursaram pelo estado antes das eleições. Henry Clay, um dos whigs que almejavam concorrer a presidente, passou boa parte do verão daquele ano no norte de Nova Iorque, com ele e o governador se encontrando por acaso em uma balsa. Seward se negou a visitar Clay formalmente na residência de veraneio deste em Saratoga Springs por neutralidade, iniciando uma conturbada relação entre os dois. Os whigs ficaram com dezenove senadores estaduais depois das eleições, dando ao partido controle completo do governo estadual.
Houve inquietações em Albany após as eleições entre os arrendatários de um terreno propriedade dos descendentes holandeses da família Van Rensselaer. Esses arrendamentos concediam privilégios aos proprietários, como recrutar os inquilinos para trabalhos não remunerados, com qualquer violação podendo resultar no término do arrendamento sem compensação por benfeitorias. Seward recebeu pedidos para convocar a milícia estadual quando delegados do xerife do Condado de Albany foram obstruídos de cumprir mandados de despejo. O governador fez isso após uma longa reunião de gabinete, mas discretamente garantiu aos inquilinos que interviria na legislatura. Isto acalmou os colonos, porém Seward não conseguiu fazer com que a legislatura aprovasse leis de reforma. Essa questão de direitos dos inquilinos só foi resolvida após Seward deixar o cargo.
Foi descoberto em setembro de 1838 que um navio viajando de Norfolk, na Virgínia, para Nova Iorque estava com um escravo fugitivo a bordo. O escravo foi devolvido ao seu dono de acordo com a Cláusula do Escravo Fugitivo, presente na Constituição dos Estados Unidos, porém a Virgínia também exigiu que três marinheiros negros livres, que supostamente tinham ajudado a esconder o escravo fugitivo no navio, fossem transferidos para a custódia do estado. Seward se negou fazer isso e a Assembleia Geral da Virgínia não demorou em aprovar uma lei proibindo comércio com o estado de Nova Iorque. A legislatura de Nova Iorque, com o apoio do governador, por sua vez aprovou em 1840 várias leis que protegiam os direitos de negros contra caçadores de escravos do sul. Uma lei garantia que supostos escravos fugitivos teriam direito a um julgamento com júri em Nova Iorque a fim de estabelecer se eram realmente escravos, enquanto outra prometia o auxílio do estado na recuperação de negros livres sequestrados para a escravidão.
Van Buren e Seward concorreram a reeleição em 1840. O primeiro não foi à Convenção Nacional Whig em dezembro de 1839, em Harrisburg na Pensilvânia, porém Weed compareceu em seu nome. Eles estavam determinados em indicar o major-general Winfield Scott para presidente, porém Weed concluiu que Scott não poderia ganhar, assim transferiu o apoio de Nova Iorque para major-general William Henry Harrison, que conseguiu a indicação. Essa ação enfureceu os apoiadores de Clay e o ressentimento não seria rapidamente esquecido; um dos apoiadores do senador escreveu em 1847 que queria ver a "punição de Seward & Cia. por fraudar o país do Sr Clay em 1840".
Seward foi indicado pela convenção whig para concorrer a um segundo mandato, enfrentando o ex-senador estadual democrata William C. Bouck. O governador não fez campanha em pessoa, cuidando dos assuntos nos bastidores junto com Weed, mas fez suas opiniões serem conhecidas pelos eleitores por meio de um discurso no Dia da Independência e longas cargas que foram publicadas em jornais. Em uma delas, Seward elaborou sobre a importância da cabana de madeira, uma estrutura que evocava o homem comum e um tema muito explorado na campanha presidencial de Harrison, uma que o governador achava mais acolhedora que os palácios de mármore dos abastados, evocando Van Buren. Harrison e Seward foram eleitos. Seward continuaria na vida pública por mais trinta anos, mas esta foi a última vez que concorreu em uma eleição popular.
Seward envolveu-se no julgamento de Alexander McLeod, que se gabava de envolvimento na Questão Caroline de 1837, em que canadenses cruzaram a fronteira no rio Niágara e afundaram o Caroline, um navio a vapor usado para abastecer os rebeldes de William Lyon Mackenzie durante a Rebelião do Canadá Superior. McLeod foi preso, porém lorde Henry Temple, 3.º Visconde Palmerston e Secretário do Estrangeiro britânico, exigiu sua soltura. McLeod era parte da milícia colonial canadense e não podia ser responsabilizado por ações feitas sob ordens. Van Buren concordou com Seward que McLeod deveria ser julgado sob as leis de Nova Iorque, porém Harrison discordava e pediu para que as acusações fossem retiradas. Várias cartas acaloradas foram trocadas entre Seward e Daniel Webster, o Secretário de Estado de Harrison, e também entre o governador e o presidente John Tyler, que sucedeu Harrison depois deste morrer com um mês de mandato. McLeod foi julgado e absolvido no final de 1841. Stahr salientou que Seward conseguiu fazer sua vontade em julgar McLeod em um tribunal estadual, com a experiência diplomática adquirida lhe sendo valiosa posteriormente quando tornou-se Secretário de Estado.
Ele continuou seu apoio aos negros, aprovando em 1841 para a revogação da "lei dos nove meses", que permitia que escravagistas trouxessem seus escravos a Nova Iorque por até nove meses antes que fossem considerados livres. Depois disso, qualquer escravo trazido ao estado era imediatamente considerado livre. Seward também estabeleceu educação pública para todas as crianças, mas deixou para as jurisdições locais como isso deveria ser implementado, com algumas tendo escolas segregadas.

## Entre cargos

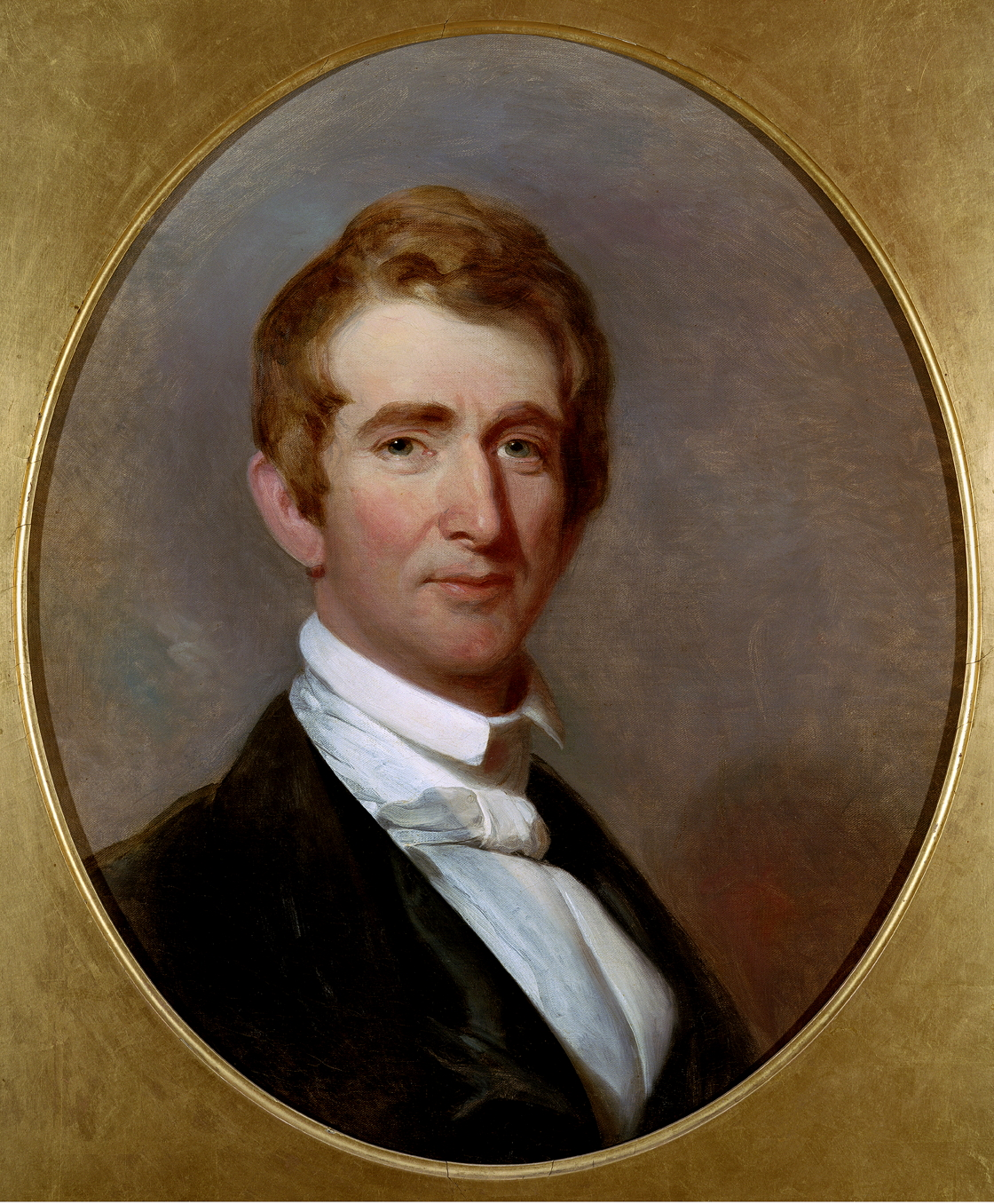
Retrato de Seward em 1844, por Henry Inman

Seward endividou-se consideravelmente durante seu período como governador, não apenas porque precisava viver além de seu salário a fim de manter o estilo de vida esperado do cargo, mas também porque não conseguiu pagar suas obrigações da compra da companhia de terras. Suas dívidas estavam em aproximadamente duzentos mil dólares quando deixou o cargo de governador. Ele voltou para Auburn e retornou à lucrativa prática de direito. Mesmo assim não abandonou a política e chegou a receber o ex-presidente Adams em sua residência em 1843.
O biógrafo John M. Taylor comentou que Seward escolheu um bom momento para se ausentar de políticas eleitorais, pois o Partido Whig estava em tumulto na época. Clay e Tyler, este um ex-democrata, reivindicavam a liderança do partido e o apoio dos whigs ficou dividido enquanto os dois diferiam em questões como o reestabelecimento do Banco dos Estados Unidos. O movimento abolicionista atraía aqueles que não queriam fazer parte de um partido liderado por sulistas escravagistas. Membros do Partido da Liberdade convidaram Seward a concorrer a presidente na eleição de 1844; ele recusou e relutantemente apoiou Clay, o indicado whig. Este foi derrotado pelo democrata James K. Polk. O principal evento da presidência de Polk foi a Guerra Mexicano-Americana. Seward foi contra a guerra, achando que o preço de vidas humanas não valia o aumento de território, especialmente porque os sulistas estavam promovendo essa aquisição para expandir a escravidão.
Seward ficou no meio de uma controvérsia em Auburn em 1846 quando defendeu, em casos separados, dois homens acusados de assassinato. Henry Wyatt, um branco, foi acusado de esfaquear um colega detento em uma prisão; William Freeman, um negro, foi acusado de invadir uma casa depois de sair da prisão e esfaquear quatro pessoas. Os réus provavelmente tinham doenças mentais e passaram por abusos na prisão. Seward há muito defendia reformas penais e um tratamento melhor para os portadores de doenças mentais, procurando evitar que os dois fossem executados usando a relativamente nova defesa da insanidade. Ele conseguiu um júri dividido no primeiro julgamento de Wyatt, mas foi depois condenado em um segundo julgamento e executado, apesar dos esforços de Seward de conseguir clemência. Freeman também foi condenado, mas Seward conseguiu uma reversão ao recorrer. Não houve um segundo julgamento pois oficiais ficaram convencidos de sua insanidade. Freeman morreu na prisão no final de 1846. Neste último, Seward destacou questões raciais e de doença mental, falando que "ele ainda é seu irmão e meu, em forma e cor aceitas e aprovadas por seu Pai, e de vocês e meu, e carrega igualmente conosco a herança de maior orgulho de nossa raça: a imagem de nosso Criador. Abrace-o então para ser um Homem".
Os casos foram localmente contenciosos, mas ampliaram a imagem de Seward no norte. Ele ganhou ainda mais publicidade ao associar-se com Salmon P. Chase na Suprema Corte com o recurso indeferido de John Van Zandt, um abolicionista processado por um escravagista por ajudar negros a escaparem na Underground Railroad. Chase ficou impressionado com Seward, escrevendo que ele "era um dos primeiros homens públicos de nosso país. Quem senão ele teria feito o que fez pelo pobre coitado Freeman?".
Os principais candidatos para a indicação whig na eleição de 1848 eram Clay, Scott e o major-general Zachary Taylor, estes dois últimos militares com pouca experiência política. Seward apoiou Taylor, que conseguiu a indicação, mas ficou menos entusiasmado com a indicação para vice-presidente, Millard Fillmore, o Corregedor do Estado de Nova Iorque e um rival seu de Buffalo. Seward mesmo assim fez muita campanha pelos whigs contra o candidato democrata, o ex-senador Lewis Cass de Michigan. Os dois partidos não fizeram da escravidão uma questão durante a campanha. O Partido Solo Livre, composto em sua maioria por membros do Partido da Liberdade e democratas do norte, indicou o ex-presidente Van Buren. Taylor foi eleito e a divisão do Partido Democrata de Nova Iorque permitiu que os whigs assumissem a maioria na legislatura estadual.
As legislaturas estaduais na época elegiam os senadores federais. Um dos assentos de Nova Iorque estava aberto para eleição em 1849 e um whig provavelmente seria eleito para substituir o democrata John Adams Dix. Seward seguiu o conselho de Weed e foi atrás da vaga. Os legisladores se reuniram em janeiro de 1849 e Seward logo emergiu como favorito. Alguns eram contra ele por considerá-lo extremista em questões de escravidão e afirmaram que ele não iria apoiar Taylor, um escravagista da Luisiana. Weed e Seward trabalharam para afastarem essas preocupações e o ex-governador recebeu cinco vezes mais votos que o segundo colocado, sendo eleito no primeiro turno.

## Senador

### Primeiro mandato
Seward tomou posse como senador em 5 de março de 1849 durante uma breve sessão do Congresso convocada para confirmar as nomeações de gabinete de Taylor. Seward era visto como uma figura com influência sobre o presidente, tirando vantagem de conhecer o irmão de Taylor. O senador se encontrou com o presidente várias vezes antes de ambos tomarem posse em março e era amigável com os membros do gabinete. Taylor desejava transformar a Califórnia em um estado e Seward trabalhou para isso no senado.
A sessão regular do Congresso que começou em dezembro de 1849 foi dominada pela questão da escravidão. Clay avançou uma série de resoluções que ficaram conhecidas como o Compromisso de 1850, que dava vitórias ao norte e ao sul. Seward era contra os elementos pró-escravidão do Compromisso e discursou no Senado em 11 de março de 1850, invocando uma "lei mais superior do que a Constituição". O discurso foi muito republicado e fez dele o principal defensor anti-escravidão no Senado. Taylor assumiu uma posição simpática ao norte, porém sua morte em julho de 1850 levou à ascensão de Fillmore, que era pró-Compromisso, além de encerrar o período de influência de Seward na presidência. O Compromisso foi aprovado e muitos dos seguidores de Seward em cargos federais em Nova Iorque foram substituídos por nomeados de Fillmore.

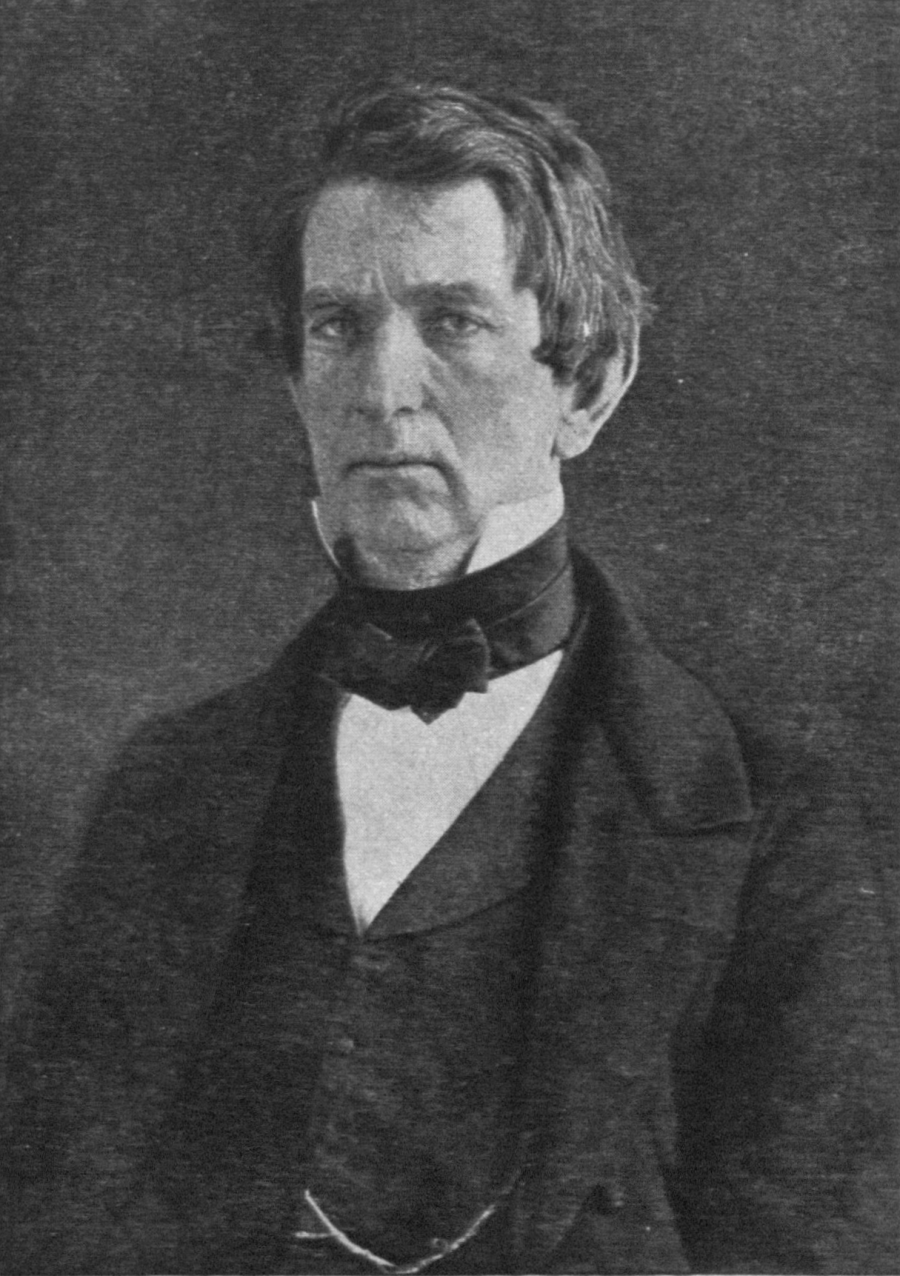
Seward em 1851

Clay esperava que o Compromisso seria um acordo final sobre a questão da escravidão e que ele poderia finalmente unificar o país, porém isso dividido o Partido Whig, especialmente depois que a Convenção Nacional Whig de 1852 o apoiou, enfurecendo nortenhos liberais como Seward. Os principais candidatos para a indicação do partido eram Fillmore, Scott e o senador Daniel Webster. Seward apoiou Scott, que ele esperava que, assim como Harrison em 1840, pudesse unificar os eleitores na figura de um herói militar e vencer a eleição. Scott conseguiu a indicação e Seward fez campanha para ele. Os whigs não conseguiram se reconsiliar sobre a questão da escravidão, enquanto os democratas foram capazes de se unir em defesa do Compromisso. Os whigs venceram em apenas quatro estados e o ex-senador Franklin Pierce de Nova Hampshire foi eleito presidente. Outros eventos, como a publicação em 1852 do romance pró-abolicionista A Cabana do Pai Tomás e a fúria nortenha sobre a Lei do Escravo Fugitivo, presente no Compromisso de 1850, aumentou ainda mais a divisão entre norte e sul dos Estados Unidos.
Frances Seward também estava muito comprometida com o movimento abolicionista. A família abriu sua casa em Auburn na década de 1850 como um abrigo para escravos que tinham fugido por meio da Underground Railroad. As frequentes viagens e trabalho político de Seward sugerem que na realidade foi Frances quem desempenhou um papel mais ativo nas atividades abolicionistas em Auburn. Frances, animada após o resgate e transporte do escravo fugitivo William "Jerry" Henry em Syracuse em outubro de 1851, escreveu ao marido que "dois fugitivos foram para o Canadá – um deles o nosso conhecido John". Em outra carta ela escreveu, "Um homem de nome William Johnson solicitará sua assistência para comprar a liberdade de sua filha. Verá que eu lhe dei algo por seu livro. Eu lhe disse que talvez você pudesse dar mais".
O senador democrata Stephen A. Douglas de Illinois apresentou o Projeto de Lei de Kansas–Nebraska em janeiro de 1854. Este permitiria que territórios escolhessem entrar na União como estados escravagistas ou livres, efetivamente anulando o Compromisso do Missouri que proibia a escravidão em estados acima da latitude 36°30′ norte. Seward ficou determinado em derrotar o que chamou de "este infame projeto de lei de Nebraska" e trabalhou para garantir que a versão final do projeto fosse inaceitável para um número suficiente de senadores, tanto do norte quanto do sul. Seward discursou contra o projeto tanto quando foi considerado pela primeira vez no Senado quanto depois que retornou da Câmara dos Representantes. O projeto foi aprovado e tornou-se lei, porém os nortenhos conseguiram encontrar algo com que poderiam se unir. Aqueles no sul defenderam a nova lei argumentando que eles deveriam ter uma participação igual através da escravidão nos territórios que seu sangue e dinheiro ajudaram a garantir.

### Segundo mandato

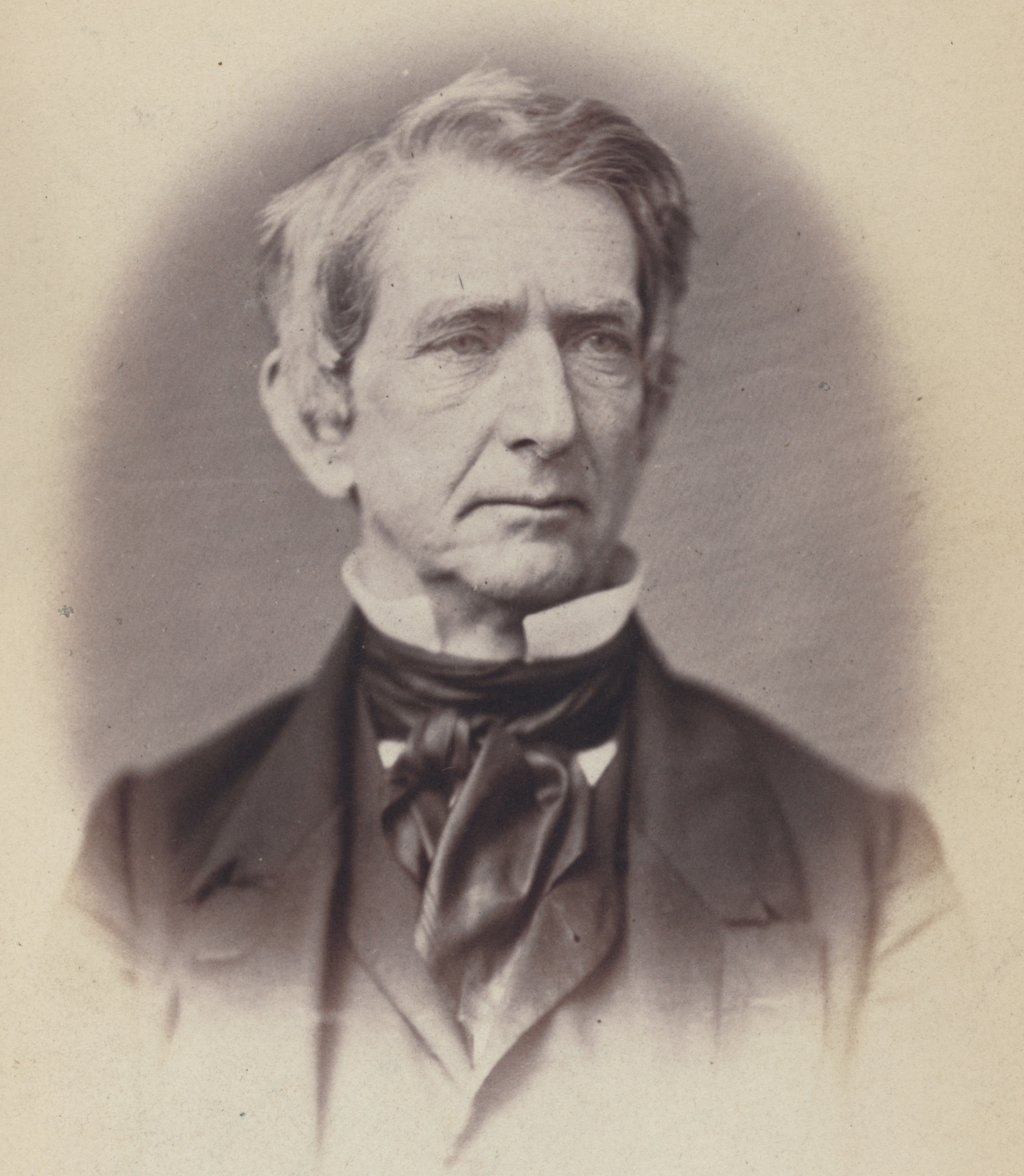
Seward c. 1859

O tumulto político gerado entre norte e sul dividiu os dois maiores partidos, o que levou à criação de novos partidos. O Partido Americano, conhecido como Know Nothing, tinha muitos nativistas e defendia políticas anti-imigração. Os Know Nothings não discutiam deliberações partidárias, assim "nada sabiam". Eles não gostavam de Seward e um certo número de Know Nothings tentaram indicações whigs para cargos legislativos. Muitos deixaram claro suas posições ao afirmarem que votariam contra a reeleição de Seward, porém outros não fizeram isso. Os whigs conquistaram a maioria no senado e na câmara dos representantes de Nova Iorque, mas não se sabia na época o tamanho do apoio a Seward como senador federal. A eleição ocorreu em fevereiro de 1855 e Seward conseguiu uma pequena maioria em ambas as câmaras. A oposição estava pouco organizada o o organismo partidário dos Know Nothings acusou vários legisladores de serem "traidores".
O Partido Republicano tinha sido fundado em 1854 em reação à aprovação do Ato de Kansas–Nebraska. Sua posição anti-escravidão era atrativa para Seward, porém ele precisava da estrutura whig em Nova Iorque para ser reeleito senador. Os Partidos Whig e Republicano de Nova Iorque realizaram convenções simultâneas em setembro de 1855 que logo se fundiram em uma só. Seward foi a figura mais proeminente a se juntar ao novo partido e foi considerado um possível candidato presidencial para o ano seguinte. Entretanto, Weed não achava que o novo partido estava forte o bastante em nível nacional para garantir a presidência, aconselhando Seward a esperar até 1860. Seu nome recebeu uma grande ovação ao ser mencionado na Convenção Nacional Republicana de 1856. Na eleição presidencial de 1856, o candidato democrata James Buchanan, ex-Secretário de Estado, derrotou o ex-senador John C. Frémont da Califórnia e o ex-presidente Fillmore, candidato pelos Know Nothings.
A campanha ocorreu tendo como pano de fundo o "Bleeding Kansas", esforços violentos de forças a favor e contra a escravidão para controlarem o governo do Território do Kansas e determinar se ele se tornaria um estado livre ou escravagista. Essa violência chegou no Senado depois do senador republicano Charles Sumner de Massachusetts ter feito um discurso incendiário contra a escravidão e com comentários pessoais a respeito do senador Andrew Butler da Carolina do Sul. Sumner tinha lido um rascunho do discurso para Seward, que recomendou a omissão das referências pessoais. Dois dias depois, o deputado Preston Brooks, sobrinho de Butler, entrou no Senado e espancou Sumner com uma bengala, ferindo-o seriamente. Alguns sulistas temeram que o incidente seria uma propaganda valiosa para o norte, porém a maioria tratou Brooks como herói. Muitos nortenhos ficaram indignados, mas alguns, incluindo Seward, acharam que as palavras de Sumner foram desnecessárias. Alguns jornais sulistas acharam que o precedente de Sumner poderia ser aplicado a Seward; o Petersburg Intelligencer da Virgínia sugeriu que "seria muito bom dar a Seward uma dose dupla pelo menos dia sim dia não".
Buchanan, em sua mensagem anual ao Congresso, emitida em dezembro de 1857, defendeu a entrada de Kansas nos Estados Unidos como estado escravagista sob uma constituição estadual chamada de Constituição Lecompton, aprovada sob circunstâncias suspeitas de ilegalidade. Isto dividiu os democratas: o governo queria que Kansas se tornasse um estado, mas Douglas exigiu uma votação de ratificação justa. O Senado debateu a questão durante boa parte do início de 1858, mas pouco republicanos falaram no início, pois estavam satisfeitos em assistir os democratas dilacerarem seu partido sobre escravidão. A questão tinha sido complicada no ano anterior pela decisão da Suprema Corte no caso Dred Scott v. Sandford, que afirmava, entre outras coisas, que nem o Congresso ou governos locais poderiam banir a escravidão nos territórios.
Seward, durante um discurso em 3 de março no Senado, "encantou ouvidos republicanos e horrorizou completamente democratas do governo, especialmente sulistas". Ao discutir a decisão Dred Scott, ele acusou Buchanan e Roger B. Taney, o Juiz-Chefe da Suprema Corte, de conspirarem para chegarem ao resultado e ameaçou uma reforma dos tribunais para eliminar o poder do sul. Taney posteriormente comentou com um amigo que, caso Seward tivesse sido eleito em 1860, ele teria se recusado a administrar o juramento do cargo. Buchanan supostamente negou que o senador tivesse acesso à Casa Branca. Seward previu que a escravidão estava fadada a acabar:
| “ | O interesse das raças brancas exige a emancipação final de todos os homens. Se essa consumação foi permitida ocorrer, com precauções sábias e necessárias contra mudanças repentinas e desastre, ou for acelerada por violência, é tudo que resta para vocês decidirem. | ” |

Os sulistas enxergaram essas falas como ameaças para mudanças a força no sul, eles gostando ou não, ainda mais vindas do homem que consideravam o provável candidato republicano para a eleição presidencial de 1860. Kansas fracassou em se tornar um estado naquele momento, mas partes do discurso de Seward foram citadas repetidas vezes por senadores sulistas enquanto a crise da secessão crescia. Mesmo assim, Seward permaneceu em excelente termos pessoais com sulistas individuais, como o senador Jefferson Davis de Mississippi. Suas festas de jantar tinham a presença de pessoas de ambos os lados e eram bem conhecidas em Washington.
Seward, já pensando na eleição de 1860, tentou parecer mais um estadista que poderia ser confiado no norte e no sul. Ele não acreditava que o governo federal podia ordenar a emancipação, mas sim que isso se desenvolveria da ação dos estados escravagistas a medida que o país se urbanizava e a escravidão se tornasse pouco econômica, como havia acontecido em Nova Iorque. Os sulistas ainda assim acreditavam que Seward estava ameaçando forçar o fim da escravidão. Enquanto fazia campanha pelos republicanos nas eleições legislativas de 1858, Seward realizou um discurso controverso em Rochester, alegando que os Estados Unidos tinham dois "sistemas antagônicos [que] estão continuamente entrando em contato mais próximo, e resultados de colisões ... É um conflito irreprimível entre forças opostas e duradouras, e significa que os Estados Unidos precisam e devem, cedo ou tarde, se tornar uma nação completamente escravagista, ou uma nação completamente de trabalho livre". Sulistas brancos enxergaram o discurso do "conflito irreprimível" como uma declaração de guerra, com a veemência de Seward acabando por danificar suas chances de conquistar a indicação presidencial.

## Eleição de 1860

### Candidato

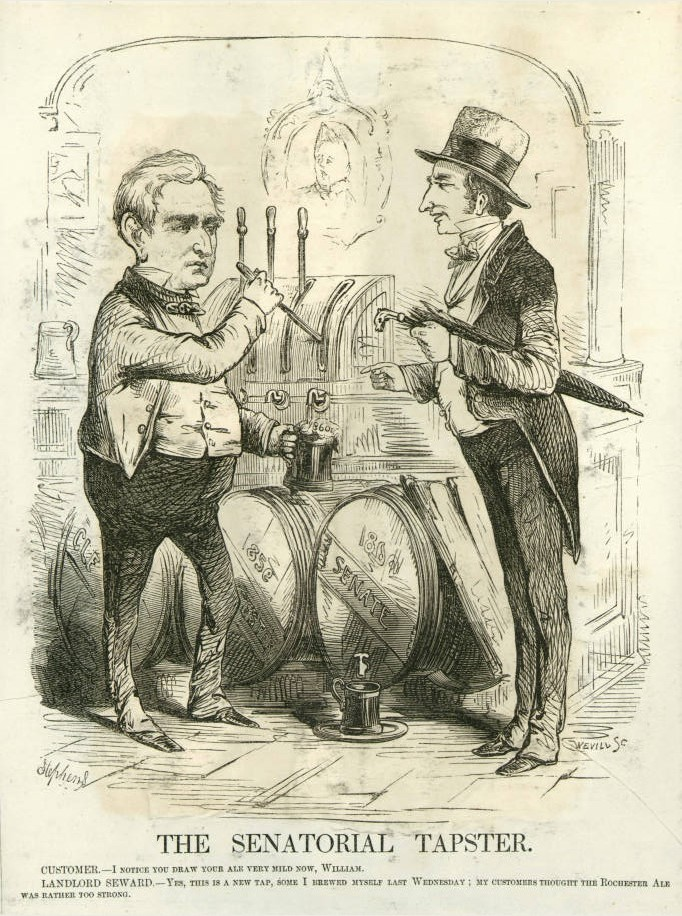
Caricatura de março de 1860 de Seward pedindo por uma "cerveja suave", caçoando sua tentativa de parecer um moderado após o discurso do "conflito irreprimível"

Seward foi aconselhado em 1859 que seria melhor que evitasse mais comentários controversos, assim ele deixou o país para uma viagem de oito meses pela Europa e Oriente Médio. Seward passou dois meses em Londres, onde encontrou-se com o primeiro-ministro lorde Palmerston e conheceu a rainha Vitória. Ele voltou para Washington em janeiro de 1860 em meio a mais controvérsias: alguns sulistas acreditavam que sua retórica tinha inspirado John Brown a tentar iniciar uma insurreição de escravos. Brown foi capturado e executado, mas os deputados Reuben Davis e Otho R. Singleton de Mississippi afirmaram que caso Seward ou outro Republicano Radical fosse eleito, encontrariam resistência de um sul unido. Seward, para rebater essas alegações e a fim de estabelecer suas opiniões na esperança de conseguir a indicação republicana, fez um grande discurso no Senado em 29 de fevereiro de 1860. Suas falas foram em sua maior parte elogiadas, porém sulistas ficaram ofendidos, assim como alguns abolicionistas, pois o senador disse que Brown tinha sido punido justamente. O Comitê Nacional Republicano encomendou 250 mil cópias do discurso em panfletos, com no final quinhentas mil cópias sendo publicadas.
Weed algumas vezes expressava certeza que Seward seria indicado, mas em outras ficava melancólico ao pensar sobre as disputas na convenção. Ele tinha motivos para duvidar, pois as mensagens enviadas por seus agentes pelo país eram conflitantes. Muitos no meio-oeste não queriam que a questão da escravidão dominasse a campanha, algo que inevitavelmente ocorreria caso Seward conseguisse a indicação. O Know Nothing ainda estava ativo no nordeste e era contra a posição pró-imigração de Seward, criando dúvidas se ele poderia vencer os estados da Pensilvânia e Nova Jérsei na eleição, locais onde muitos nativistas viviam. Estes estados eram cruciais para o indicado republicano, que enfrentaria um sul unido. Facções conservadores dentro do Partido Republicano também eram contra Seward.

### Convenção
Não existiam eleições primárias em 1860, assim não havia como saber quantos delegados cada candidato receberia. Mesmo assim, Seward era considerado o amplo favorito quando a Convenção Nacional Republicana começou em maio de 1860. Outros considerados candidatos fortes para indicação incluíam o governador Salmon P. Chase de Ohio, o ex-deputado Edward Bates de Missouri e o ex-deputado Abraham Lincoln de Illinois. Seward permaneceu em Auburn durante a convenção, mas Weed compareceu em seu nome e trabalhou para reunir apoio. Ele recebeu muito dinheiro para isto, dado por empresários que esperavam que Seward se tornasse o próximo presidente. Entretanto, a reputação de Weed não era de todo positiva; alguns acreditavam que ele era corrupto e essa associação tanto ajudou quanto prejudicou Seward.
Inimigos, como o editor Horace Greeley, criaram dúvidas sobre a elegibilidade de Seward nos estados acirrados de Illinois, Indiana, Pensilvânia e Nova Jérsei. Lincoln tinha trabalhado para conquistar a reputação de moderado e esperava ser visto como uma segunda escolha de consenso que poderia ser bem-sucedida nesses estados cruciais, dos quais os republicanos precisavam vencer três para garantir a eleição. Os apoiadores de Lincoln, liderados por seu amigo David Davis, trabalharam ativamente em seu nome. Como Lincoln não era visto como um candidato proeminente, seus apoiadores conseguiram influenciar a decisão de realizar a convenção em seu estado natal, cercando a delegação de Nova Iorque, que era pró-Seward, com homens leais a Lincoln. Eles conseguiram conquistar o apoio de delegações de outros estados importantes, aumentando a percepção da elegibilidade de Lincoln. Seward e Lincoln compartilhavam muitas das mesmas opiniões, porém como este não ocupava um cargo público desde 1849, ele não tinha energizado a oposição como Seward havia feito com os sulistas e os Know Nothings. Lincoln era contra o nativismo, porém esta opinião não era de conhecimento público.
Seward teve 173½ votos contra 102 de Lincoln na primeira votação, com 233 sendo necessários para alcançar a indicação. A Pensilvânia mudou seu apoio para Lincoln na segunda votação, com a liderança de Seward ficando em 184½ contra 181. Lincoln ultrapassou Seward na terceira votação com 231½ contra 180, mas Ohio mudou quatro votos de Chase para Lincoln, dando a este a indicação e causando uma pequena debandada. A indicação depois foi feita unânime. Segundo testemunhas, quando Seward foi informado dos ocorridos por telégrafo, ele comentou calmamente que Lincoln tinha algumas das qualidades necessárias para um presidente e que ele certamente seria eleito.

### Campanha para Lincoln
Seward, apesar da sua indiferença pública, ficou devastado pela derrota na convenção, assim como muitos dos seus apoiadores. Ele era o republicano mais conhecido e popular e sua derrota chocou muitos no norte, que acharam que Lincoln tinha sido indicado por meios desonestos. Seward pouco depois enviou uma carta em que afirmava que Weed não deveria ser culpado pelo resultado, porém este sofreu duramente pela derrota. Seward inicialmente considerou se aposentar da vida pública, mas acabou recebendo muitas cartas de apoiadores que, desconfiados sobre as capacidades de Lincoln, pediam para que ele continuasse envolvido na política. Seward parou em Albany enquanto retornava para Washington e seus deveres como senador a fim de falar com Weed, que tinha ido até a casa de Lincoln em Springfield, no Illinois, para conversar com o candidato. Weed ficou impressionado pela compreensão política de Lincoln. No Capitólio, Seward recebeu a simpatia até mesmo de oponentes, como Jefferson Davis.

Resultados da eleição de 1860

Lincoln enfrentaria três grandes oponentes. Uma divisão no Partido Democrata fez os nortenhos indicarem o senador Douglas, enquanto os sulistas indicaram o vice-presidente John C. Breckinridge. O Partido da União Constitucional, formado principalmente por ex-whigs sulistas, indicou o ex-senador John Bell do Tennessee. Já que Lincoln não estaria na cédula de votação em dez estados sulistas, ele precisava vencer em quase todos os estados nortenhos para ganhar a presidência. Douglas supostamente era forte em Illinois e Indiana, com a eleição indo parar na Câmara dos Representantes caso ele vencesse nesses estados. Seward recebeu pedidos para realizar uma viagem de campanha pelo meio-oeste a favor de Lincoln, fazendo-a por cinco semanas entre setembro e outubro, atraindo grandes multidões. Ele viajou de trem e barco até Saint Paul, em Minnesota, no norte, no sul até St. Louis, no estado fronteiriço do Missouri, e até mesmo no Território do Kansas, que não tinha votos no colégio eleitoral. Seward e Lincoln se conheceram pessoalmente quando o trem do primeiro passou por Springfield. Foi dito que Lincoln parecia "embaraçado" e Seward "constrangido". Em seus discursos, Seward falou dos Estados Unidos como uma "torre da liberdade", uma União que poderiam um dia incluir o Canadá, América Latina e a América Russa.
Nova Iorque era importantíssima para a eleição; uma derrota de Lincoln no estado levaria a um impasse no Colégio Eleitoral. Seward, logo depois de retornar de sua viagem pelo meio-oeste, embarcou em outra, desta vez para discursar para multidões do estado de Nova Iorque. Ele foi para a cidade de Nova Iorque à pedido de Weed e realizou um discurso patriótico para uma enorme multidão em 3 de novembro, três dias antes da eleição. Na eleição, Lincoln venceu em quase todos os estados do norte, enquanto Breckinridge venceu todos no sul, Bell três estados fronteiriços e Douglas o Missouri, o único estado em que Seward fez campanha e que Lincoln não venceu. Lincoln foi eleito.

## Crise da secessão

Seward c. 1861–1865

A eleição de Lincoln tinha sido antecipada nos estados do sul, com a Carolina do Sul e outros estados do Sul Profundo convocando convenções para discutir secessão. No norte havia discordâncias sobre oferecer concessões ao sul a fim de preservar a União e, caso uma conciliação falhasse, se deveriam permitir que o sul se separasse em paz. Seward era a favor de um acordo. Ele tinha esperanças de ficar em casa até o ano novo, mas a crise cada vez maior fez com que partisse para Washington em tempo da nova sessão do congresso em dezembro.
A tradição da época era que a principal figura do partido vencedor da eleição recebesse a oferta do cargo de Secretário de Estado, o posto de gabinete mais elevado. Seward era essa pessoa e por volta de 12 de dezembro o senador Hannibal Hamlin do Maine, o vice-presidente eleito, lhe ofereceu o cargo em nome de Lincoln. Seward demorou para aceitar formalmente, seguindo o conselho de Weed, fazendo-o em 28 de dezembro de 1860. Lincoln permaneceu em Illinois até meados de fevereiro, comunicando-se com Seward por meio de cartas.
Enquanto os estados do sul se preparavam para se separar, Seward encontrou-se com figuras importantes dos dois lados da questão. Ele apresentou uma proposta de emenda constitucional que impedia que o governo federal intervisse na escravidão. Isto foi feito depois de um pedido de Lincoln em particular; o presidente-eleito esperava que essa emenda e uma mudança na Lei do Escravo Fugitivo, para permitir um julgamento com júri para qualquer escravo capturado, iria satisfazer os dois lados. Deputados e senadores apresentaram várias propostas semelhantes e Seward foi nomeado para um comitê composto por treze senadores que iria considerá-las. Lincoln estava disposto a garantir a segurança da escravidão em estados que já a mantinham, mas era contra qualquer proposta que permitiria que a prática se expandisse. Ficou cada vez mais claro que o sul estava comprometido com a secessão, mas os republicanos esperavam que as concessões mantivessem os estados fronteiriços na União. Seward votou contra o Compromisso Crittenden em 28 de dezembro, mas nos bastidores continuou a procurar um acordo que poderia manter os estados fronteiriços com os Estados Unidos.
Seward fez um grande discurso em 12 de janeiro de 1861. Já era conhecido na época que ele seria o Secretário de Estado de Lincoln, e com o presidente-eleito em silêncio, esperava-se que ele iria propor o plano do novo governo para salvar a União. Consequentemente, ele discursou para um Senado lotado, com galerias abarrotadas e tendo a presença até de Jefferson Davis, mesmo após a secessão de Mississippi. Seward implorou pela preservação da União e apoiou uma emenda como aquela que havia proposto, ou mesmo uma convenção constitucional assim que os ânimos tivessem esfriado. Ele deu a entender que o Território do Novo México pudesse se tornar um estado escravagista e pediu pela construção de duas ferrovias transcontinentais, uma no norte e outra no sul. Ele sugeriu legislações para proibir intervenções interestaduais como aquelas de John Brown. Seu discurso foi muito aplaudido, mas foi recebido de forma mista nos estados fronteiriços em que ele tentava apelar. Republicanos Radicais não estavam dispostos a fazer concessões ao sul e ficaram furiosos com o discurso. O deputado radical Thaddeus Stevens da Pensilvânia avisou que se aposentaria para não assistir aos anos de guerra interna no Partido Republicano caso Lincoln, assim como Seward, ignorasse a plataforma republicana e tentasse comprar a paz por meio de negociações.
Lincoln gostou muito do discurso de Seward, tendo o lido em Springfield, mas se recusou a aprovar qualquer tipo de concessão que pudesse levar a uma expansão futura da escravidão. O presidente-eleito fez discursos depois e deixar Springfield em 11 de fevereiro, afirmando em Indianápolis, em Indiana, que não seria coerção sobre um estado caso o governo federal insistisse em manter ou retomar uma propriedade que era sua. Isto foi dito enquanto o Exército dos Estados Unidos ainda controlava o Forte Sumter, em Charleston na Carolina do Sul, com as palavras de Lincoln incomodando muitos sulistas moderados. O deputado Sherrard Clemens da Virgínia escreveu:
| “ | O Sr. Lincoln, com seu discurso no Norte, fez um grande mal. Se ele não for guiado pelo Sr. Seward mas se colocar nas mãos do Sr. Chase e dos ultra [Radicais] Republicanos, nada poderá salvar a causa da União no Sul. | ” |

Lincoln chegou em Washington em segredo e disfarçado na manhã de 23 de fevereiro de 1861. Seward tinha sido avisado pelo major-general Winfield Scott que havia uma conspiração para assassinar o presidente-eleito em Baltimore, em Maryland, quando ele fosse passar pela cidade. Seward enviou seu filho Frederick para avisar Lincoln na Filadélfia, com este decidindo viajar sozinho e acompanhado apenas de guarda-costas bem armados. O presidente-eleito viajou sem incidentes e depois se arrependeu de sua decisão, pois foi muito caçoado por isso. Seward acompanhou Lincoln até a Casa Branca mais tarde no mesmo dia onde se encontraram com Buchanan.
Seward e Lincoln discordavam em duas questões nos dias que precederam a cerimônia de posse: a composição do gabinete e o discurso de posse. Seward recebeu um rascunho do discurso e o atenuou um pouco para ser menos provocativo no sul; Lincoln aceitou muitas das mudanças, mas foi o próprio que, segundo o historiador Glyndon G. Van Deusen, deu "uma simplicidade e qualidade poética ausente no rascunho de Seward". As divergências sobre o gabinete giravam em torno da inclusão de Chase, um radical. Lincoln queria presença de todos os elementos do partido, além de representação de fora; Seward era contra Chase, assim como de ex-democratas como Gideon Welles e Montgomery Blair. Seward não conseguiu impor sua vontade e entregou uma carta recusando o posto de Secretário de Estado. Lincoln comentou com seu secretário particular John Nicolay que não poderia "dar o luxo de permitir que Seward fizesse o primeiro truque". Lincoln não deu uma resposta ou reconhecimento até depois do fim das cerimônias de posse em 4 de março, quando pediu para Seward ficar no cargo, o que este fez. Ele foi nomeado e confirmado pelo Senado com pouquíssimo debate em 5 de março.

## Secretário de Estado

### Presidência de Lincoln

#### Início da guerra
Lincoln enfrentou a questão sobre o que fazer sobre o Forte Sumter, ainda mantido pelo Exército, mas bloqueado pelos habitantes locais. O major Robert Anderson, o comandante do forte, informou que logo ficaria sem suprimentos. Seward, com o apoio da maior parte do gabinete, recomendou que qualquer tentativa de reabastecer o forte poderia ser provocativa aos estados fronteiriços, que o novo presidente esperava impedir de se separarem. Seward deu a entender aos comissários que foram a Washington em nome dos Estados Confederados que o Forte Sumter seria rendido. Lincoln detestava a ideia de entregar a fortificação, achando que isso encorajaria o sul em sua insurgência.
Com a questão do Forte Sumter ainda sem resolução, Seward enviou em 1º de abril um memorando a Lincoln propondo várias opções, incluindo a possibilidade de declarar guerra contra a França e Espanha caso certas condições não fossem cumpridas, além de reforçar os fortes no Golfo do México. De qualquer modo, medidas vigorosas eram necessárias e o presidente precisava estabelecê-las ou permitir que o gabinete as fizesse, com Seward deixando claro que estava disposto a fazê-las. Lincoln esboçou uma resposta indicando que não importando qual política fosse adotada, "Eu devo fazê-la", porém ele nunca a enviou, encontrou-se em vez disso com Seward, porém não se sabe o que ocorreu nessa conversa. Os biógrafos de Seward salientaram que o memorando foi enviado em um momento em que Lincoln ainda não tinha se provado como presidente.
Lincoln decidiu enviar expedições para reabastecer Sumter e o Forte Pickens na Flórida. Enquanto isso, Seward garantiu ao juiz-associado John Archibald Campbell da Suprema Corte, o intermediário com os comissários confederados que ainda estavam em Washington, que nenhuma ação hostil ocorreria. Lincoln enviou uma notificação ao governador Francis W. Pickens da Carolina do Sul sobre a expedição e em 12 de abril as baterias de Charleston abriram fogo contra o forte, iniciando a Guerra de Secessão.

#### Diplomacia
Seward, após o início da guerra, voltou suas atenções para garantir que as principais potências internacionais não intervissem no conflito. Os Estados Confederados anunciaram em abril de 1861 que iriam autorizar o uso de corsários, fazendo Seward informar representantes norte-americanos no estrangeiro que os Estados Unidos iria respeitar os princípios da Declaração de Paris Respeitando a Lei Marítima de 1856. Isto colocaria tais corsários como foras da lei, porém o Reino Unido exigiu que, se os Estados Unidos fossem assinar a declaração, sua ratificação não exigiria que fossem tomadas medidas contra embarcações dos Estados Confederados.
O governo britânico de Palmerston considerou reconhecer os Estados Confederados como um país independente. Seward estava disposto a travar uma guerra contra o Reino Unido caso isso ocorresse e esboçou uma carta para Charles Francis Adams, o ministro norte-americano em Londres, a fim que fosse lida para lorde John Russell, 1.º Conde Russell e Secretário do Estrangeiro. Seward a submeteu para Lincoln, que percebeu que os Estados Unidos não estavam em posição de guerrear os Estados Confederados e o Reino Unido ao mesmo tempo, assim a atenuou consideravelmente, tornando-a um mero memorando para orientar Adams.
O Reino Unido e a França declararam em maio de 1861 que o sul era beligerante pela lei internacional, significando que seus navios tinham os mesmos direitos que embarcações dos Estados Unidos, incluindo o de permanecerem em portos neutros por 24 horas. Mesmo assim, Seward ficou satisfeito que os dois países não se reuniram com comissários confederados ou reconheceram o sul como país. O Reino Unido não desafiou o bloqueio dos portos confederados, com Seward escrevendo que caso o país continuasse a não intervir, ele não ficaria muito incomodado com o palavreado que os britânicos usassem para descrever suas políticas.
A fragata USS San Jacinto, comandada pelo capitão Charles Wilkes, interceptou em novembro de 1861 e navio correio britânico RMS Trent e removeu dois diplomatas confederados que estavam a bordo, James Murray Mason e John Slidell. Eles ficaram detidos em Boston em meio a júbilo no norte e indignação no Reino Unido. Lorde Richard Lyons, 1.º Barão Lyons e ministro britânico nos Estados Unidos, exigiu a libertação dos homens, pois os Estados Unidos não tinham o direito de parar um navio britânico viajando entre portos neutros. Os britânicos conceberam planos de guerra para atacar Nova Iorque e enviar reforços para o Canadá. Seward trabalhou para amenizar a situação. Ele persuadiu Lyons a adiar a entrega de um ultimato e disse a Lincoln que os prisioneiros precisariam ser libertados. O presidente relutantemente os deixou ir por motivos técnicos. As relações entre os dois países melhoraram pouco depois, com Seward e Lyons assinando um tratado que haviam negociado em abril de 1862 e que permitiria que ambos inspecionassem navios do outro à procura de escravos contrabandeados. A imagem dos Estados Unidos melhorou no Reino Unido depois da publicação da preliminar Proclamação de Emancipação, com o gabinete britânico decidindo em novembro não reconhecer os Estados Confederados como um país independente.
Agentes confederados no Reino Unido tinham arranjado a construção de navios de guerra; mais notavelmente o CSS Alabama, que atacou várias embarcações mercantes da União depois de ser construído em 1862. Outros dois navios começaram a ser construídos no ano seguinte, supostamente por interesses franceses, com Seward pressionando Palmerston a não permitir que eles deixassem o porto, com ambos sendo tomados por oficiais britânicos em outubro de 1863 quando estavam quase finalizados.

#### Detenções

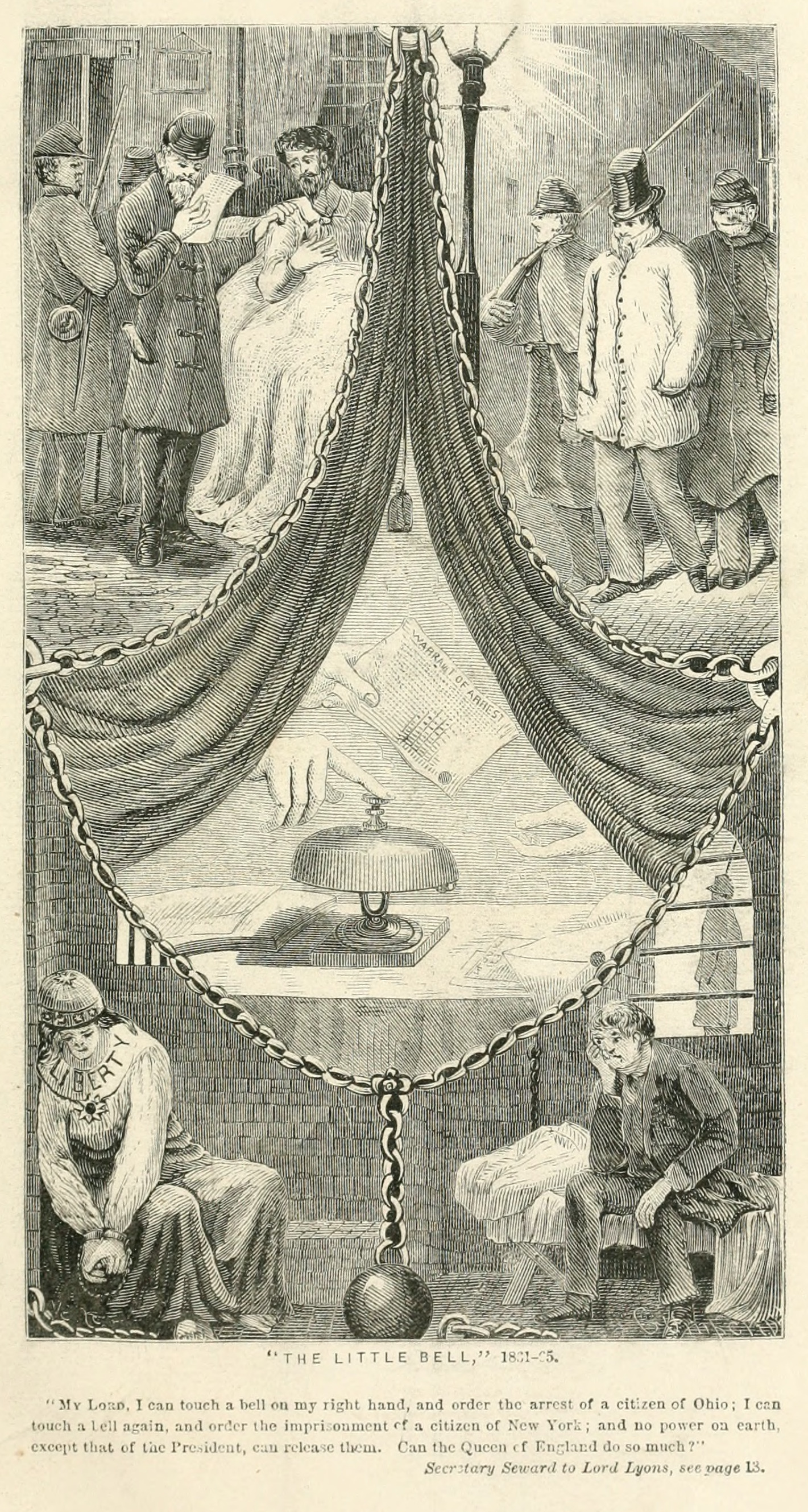
Uma caricatura pós-guerra do "sininho de Seward"

Seward ficou encarregado de determinar quem deveria ser preso sem acusações ou julgamento desde o início da guerra até o início de 1862, quando essa responsabilidade foi passada para o Departamento de Guerra. Aproximadamente oitocentos homens, mais algumas mulheres, foram presos nesse período sob suspeitas de serem espiões ou simpatizantes do sul, geralmente depois de denúncias feitas por oficiais locais. Assim que Seward era informado sobre alguma pessoa, ele frequentemente mandaria que o prisioneiro fosse transferido para autoridades federais. Seward supostamente chegou a se gabar para Lyons que "Eu posso tocar em um sino com minha mão direita e ordenar a prisão de um cidadão ... e poder algum na terra, exceto aquele do Presidente, pode libertá-los. A Rainha da Inglaterra pode fazer tudo isso?".
Legisladores de Maryland planejaram votar sobre a saída do estado da União em setembro de 1861. Seward tomou ações contra eles: seu filho Frederick, o Secretário de Estado Assistente, relatou a seu pai que os legisladores desleais estavam na prisão. Seward, com as evidências apresentadas pelo detetive Allan Pinkerton, mandou prender Rose O'Neal Greenhow em 1862, uma socialite de Washington com simpatias confederadas. Greenhow tinha enviado vários relatórios para o sul, que continuaram mesmo depois de ter sido colocada em prisão domiciliar. Ela deu entrevistas a jornais de dentro da prisão até receber permissão para cruzar para território confederado.
Seward recebeu alegações de que o ex-presidente Pierce estava envolvido em uma conspiração contra a União, pedindo explicações. Pierce ficou indignado e negou. A questão era completamente falsa e o governo ficou constrangido. Lincoln ordenou em 14 de fevereiro de 1862 que as responsabilidades pelas detenções fossem passadas para o Departamento de Guerra, encerrando o envolvimento de Seward.

#### Relacionamento com Lincoln
Seward tinha sentimentos conflitantes sobre Lincoln. Uma história conta que quando foi informado que negar um cargo a Carl Schurz iria desapontá-lo, ele afirmou: "Desapontamento! Você fala para mim de desapontamento! Para mim, que tinha o justo direito da indicação Republicana para a presidência e que precisou ficar de lado e vê-la sendo dada para um advogadinho de Illinois!". Apesar de suas reservas iniciais sobre as habilidades de Lincoln, ele passou a admirá-lo a medida que o presidente ficou mais confiante. Seward escreveu para Frances em junho de 1861 que "Habilidade executiva e vigor são qualidades raras. O Presidente é o melhor de nós, mas ele necessita de cooperação constante e assídua". Segunda a historiadora Doris Kearns Goodwin, "Seward se tornaria seu aliado mais fiel no Gabinete ... A mortificação de Seward por não ter recebido a indicação de seu partido nunca diminuiu totalmente, mas ele não mais se sentia compelido a menosprezar Lincoln a fim de aliviar sua dor". Lincoln fora um deputado federal de mandato único e tinha pouca experiência em Washington, dependendo dos conselhos de Seward sobre protocolo e etiqueta social.
Os dois homens construíram um relacionamento profissional e pessoal bem próximo. Lincoln criou o hábito de confiar a Seward tarefas de fora do escopo do Departamento de Estado, como pedir que ele examinasse um tratado com os índios lenapes. Lincoln costumava ir para a casa de Seward e os dois ficavam relaxando e conversando diante da lareira. O secretário começou a aparecer nas histórias bem-humoradas do presidente. Por exemplo, Lincoln contaria de Seward protestando contra o presidente polir suas botas: "Em Washington, nós não enegrecemos nossas próprias botas", com Lincoln respondendo que "Deveras, então de quem é a bota que você enegrece, Sr. Secretário?".

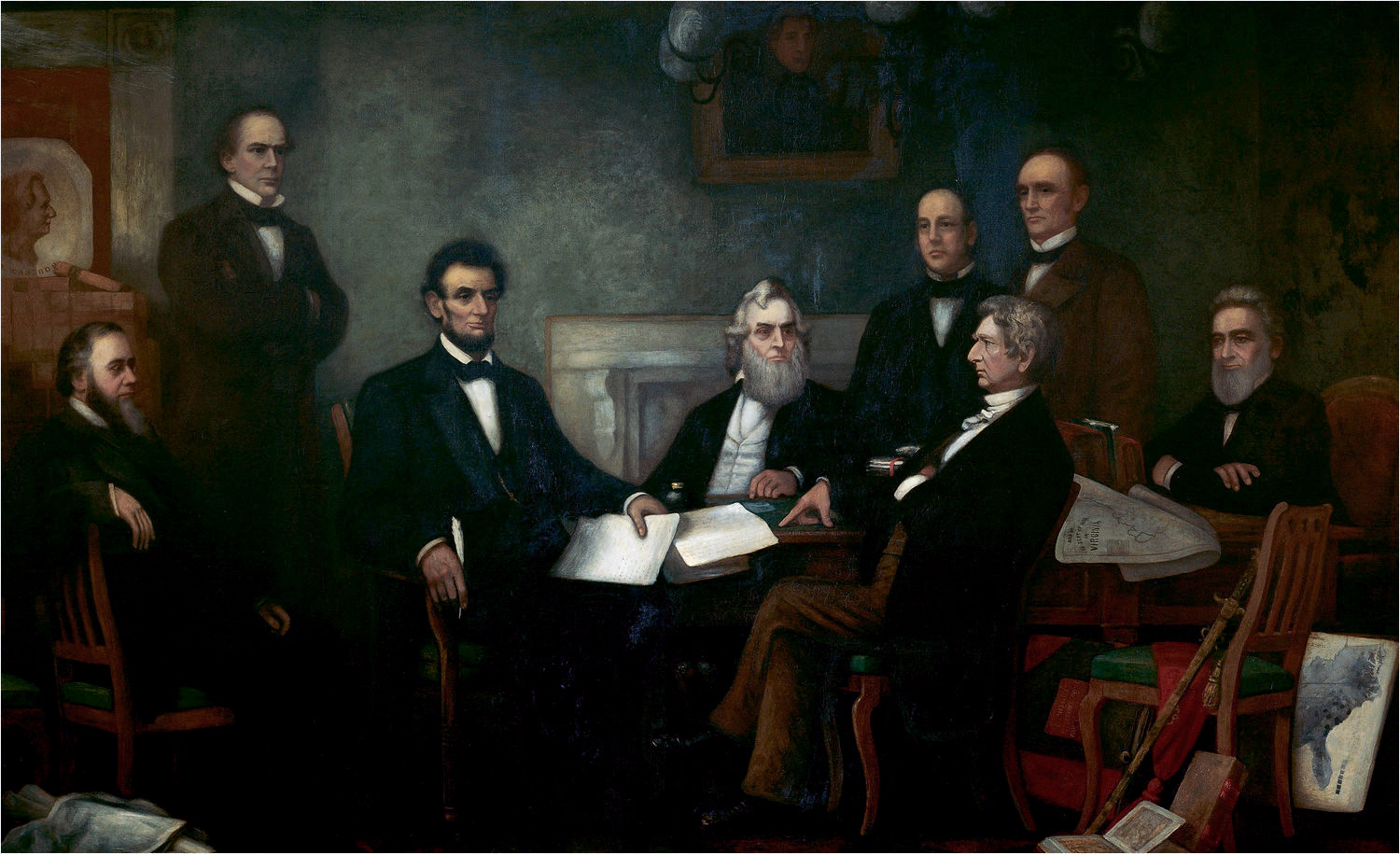
Lincoln encontrando-se com seu gabinete para a primeira leitura do rascunho da Declaração de Emancipação, por Francis Bicknell Carpenter em 1864

Outros membros do gabinete passaram a ressentir Seward, que sempre parecia estar presente quando discutiam assuntos de seus respectivos departamentos com Lincoln, porém nunca tinham permissão de estarem presentes quando os dois discutiam relações internacionais. Seward era quem anunciava quando as reuniões de gabinete iriam ocorrer; seus colegas acabaram persuadindo o presidente a estabelecer datas e horários regulares para as sessões. Não se sabe ao certo qual era a posição de Seward sobre a Declaração de Emancipação quando Lincoln a leu pela primeira vez ao gabinete em 22 de julho de 1862; Edwin M. Stanton, o Secretário de Guerra, escreveu na época que Seward se opôs por princípio, achando que os escravos deveriam ser libertados a medida que os exércitos da União avançassem. Outros dois relatos posteriores indicam que o secretário achava que não era o momento para publicá-la, com Lincoln tendo esperado até depois da sangrenta Batalha de Antietam, que acabou com a incursão confederada do general Robert E. Lee no norte, para publicá-la. Seward, nesse meio tempo, investigou cuidadosamente como as potências estrangeiras poderiam reagir a tal proclamação, descobrindo que isso as tornaria menos propensas a interferir no conflito.
Seward não era próximo da primeira-dama Mary Todd Lincoln, que segundo alguns relatos tinha sido contra sua nomeação como Secretário de Estado. Mary desenvolveu tal aversão a Seward que chegou a instruir seu cocheiro a evitar passar em frente da residência dos Seward. O secretário gostava dos filhos mais novos dos Lincoln, William e Tad, tendo os presenteado com dois gatos da variedade de animais de estimação que tinha.
Seward acompanhou Lincoln em novembro de 1863 até Gettysburg, na Pensilvânia, onde o presidente faria seu famoso Discurso de Gettysburg. Os dois se encontraram um dia antes do discurso. Não há evidências que Seward fez alguma alteração, com o próprio tendo afirmado após o ocorrido, quando perguntado se tinha se envolvido de alguma forma, que apenas Lincoln poderia ter feito aquele discurso. Seward também sugeriu que o presidente proclamasse um dia nacional de ação de graças e rascunhou uma proclamação para tal. Celebrações de ação de graças pós-colheitas há muito ocorriam no país, porém esta ação formalizou o Dia de Ação de Graças como feriado nacional.

#### Eleição de 1864

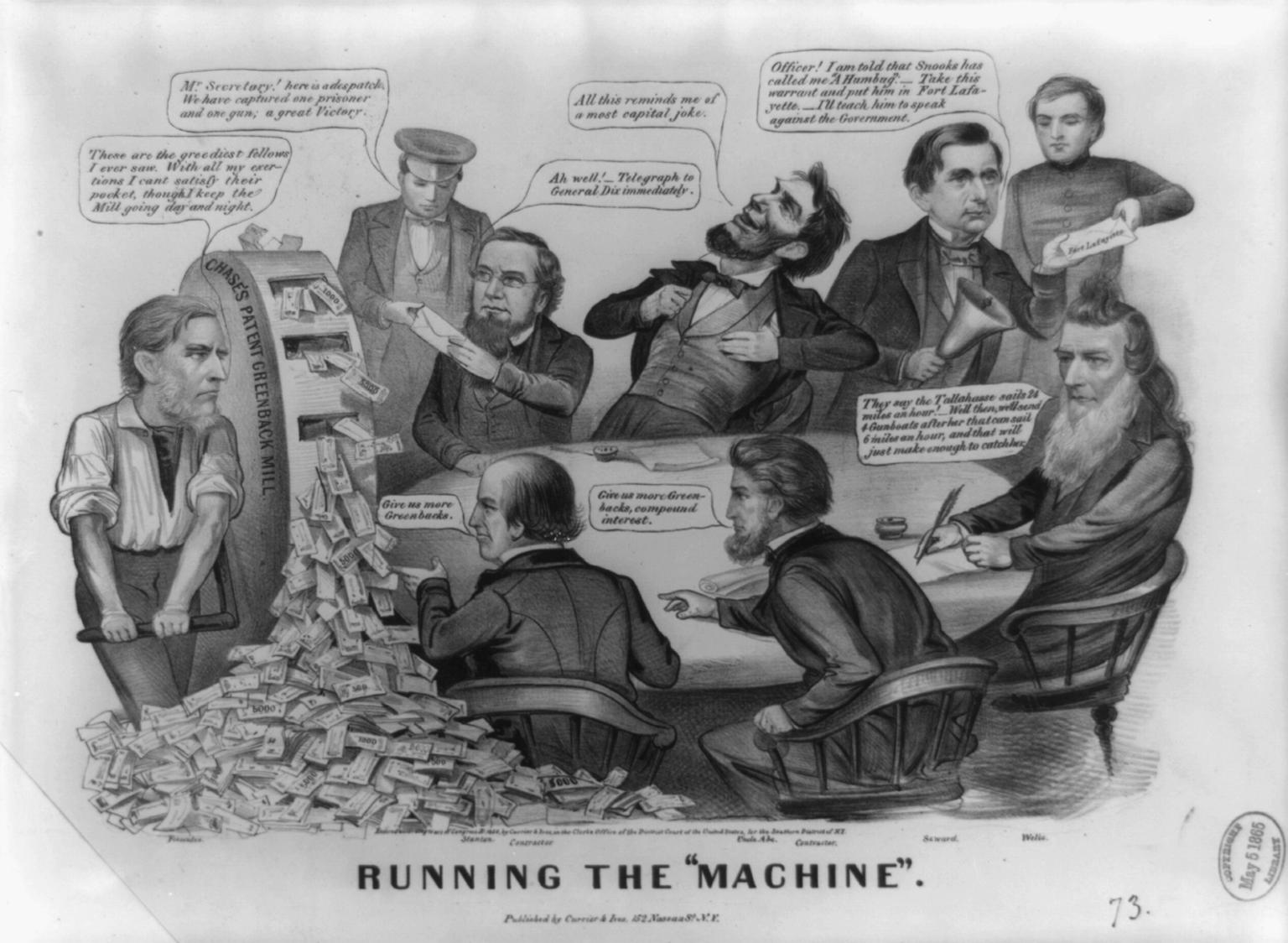
Cuidando da "Máquina", uma caricatura de 1864 caçoando da ineficácia militar do governo de Lincoln, mostrando o presidente, Seward e outros membros do gabinete

Não era uma certeza que Lincoln seria indicado para concorrer na eleição de 1864, muito menos de que seria reeleito, pois o curso da guerra pendia de um lado para o outro, apesar de geralmente favorecer o norte. O presidente procurou a indicação pelo Partido de União Nacional, composto por republicanos e democratas de guerra. Ninguém esteve disposto a se opor a Lincoln, que conseguiu a indicação. Seward nessa época era impopular com muitos republicanos e oponentes procuraram forçar sua substituição ao indicarem o ex-senador Daniel S. Dickinson de Nova Iorque como colega de chapa; sob os costumes políticos da época, um estado não poderia ocupar dois cargos prestigiosos como Secretário de Estado e Vice-Presidente. Forças do governo conseguiram bloquear Dickinson, indicando Andrew Johnson, o governador militar do Tennessee, com quem Seward tinha servido no Senado. Lincoln foi reeleito em novembro. Seward acompanhou os resultados junto com o presidente e o assistente secretário presidencial, John Hay.
Francis Preston Blair, pai de Montgomery Blair, ex-Diretor-Geral dos Correios de Lincoln, foi em janeiro de 1865 para a capital confederada de Richmond, com o conhecimento do presidente, a fim de propor ao presidente confederado Jefferson Davis que norte e sul se unissem para expulsar os franceses do México. Davis nomeou três comissários para negociar: Alexander H. Stephens, John Archibald Campbell e Robert M. T. Hunter, respectivamente o vice-presidente confederado, ex-juiz-associado da Suprema Corte e ex-Secretário de Estado confederado. Eles se encontraram com Lincoln e Seward um mês depois na Conferência de Hampton Roads. Lincoln não aceitaria nada que não fosse o fim das hostilidades e o fim da escravidão; os Estados Confederados não concederiam que eles e os Estados Unidos eram um único país. Houve muitas conversas amigáveis, pois muitos deles tinham servido juntos no Congresso, mas não houve acordos. Seward enviou um balde de champanhe aos confederados depois do fim da conferência, entregue por um remador negro em um barco, dizendo para os sulistas, "fiquem com o champanhe, mas devolvam o negro".

### Tentativa de assassinato

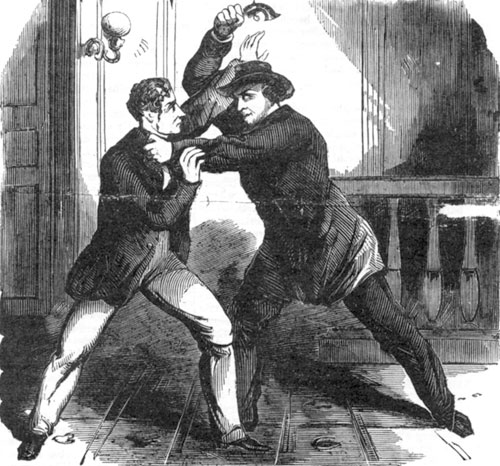
Desenho de Lewis Powell atacando Frederick W. Seward, abril de 1865

John Wilkes Booth tinha originalmente planejado sequestrar Lincoln e recrutou conspiradores para ajudá-lo. Não tendo encontrado oportunidades para sequestrar o presidente, Booth em 14 de abril de 1865 designou Lewis Powell para assassinar Seward, George Atzerodt para Johnson e o próprio Booth para Lincoln, desta forma eliminando os três membros mais elevados do ramo executivo. Outro conspirador, David Herold, levou Powell até a casa de Seward e ficou responsável por cuidar dos cavalos durante o ataque.
Seward tinha se machucado em um acidente alguns dias antes e Powell conseguiu entrar na casa alegando que estava trazendo remédios, porém foi parado no alto das escadas por Frederick, filho de Seward, que insistiu que Powell lhe entregasse os remédios. Powell então tentou atirar em Frederick com um revólver, porém a arma não disparou e em vez disso ele o espancou na cabeça com a coronha. Powell em seguida invadiu o quarto de Seward, jogou Fanny Seward, filha do secretário, para o lado, pulou na cama e esfaqueou Seward no rosto e pescoço cinco vezes. O soldado George F. Robinson, que tinha sido designado para proteger a casa, pulou em cima de Powell e o tirou da cama. Robinson e Augustus H. Seward, o filho mais velho do secretário, se feriram enquanto lutavam com o conspirador. Powell conseguiu fugir, esfaqueando o mensageiro Emerick Hansell no caminho, porém descobriu que Herold tinha entrado em pânico com os gritos vindos de dentro da casa e fugido com os dois cavalos. Inicialmente se achou que Seward tinha morrido, porém foi reavivado e instruiu Robinson a procurar a polícia e trancar a casa até sua chegada.
Quase simultaneamente ao ataque contra Seward, Booth feriu Lincoln mortalmente enquanto este assistia a uma peça no Teatro Ford. Entretanto, Atzerodt perdeu a coragem e decidiu não seguir adiante com o ataque contra Johnson. Stanton e Gideon Welles, o Secretário da Marinha, correram para a casa de Seward a fim de descobrirem o que tinha ocorrido, encontrando sangue por toda parte ao chegarem. Todos os cinco feridos na residência Seward naquela noite sobreviveram. Powell foi capturado logo no dia seguinte na pensão de Mary Surratt. Ele foi enforcado em 7 de julho, junto com Herold, Atzerodt e Surratt, todos condenados como conspiradores no assassinato de Lincoln. Suas mortes ocorreram apenas algumas semanas depois da morte de Frances, esposa de Seward, que nunca se recuperou do choque da tentativa de assassinato.

### Presidência de Johnson

#### Reconstrução e impeachment

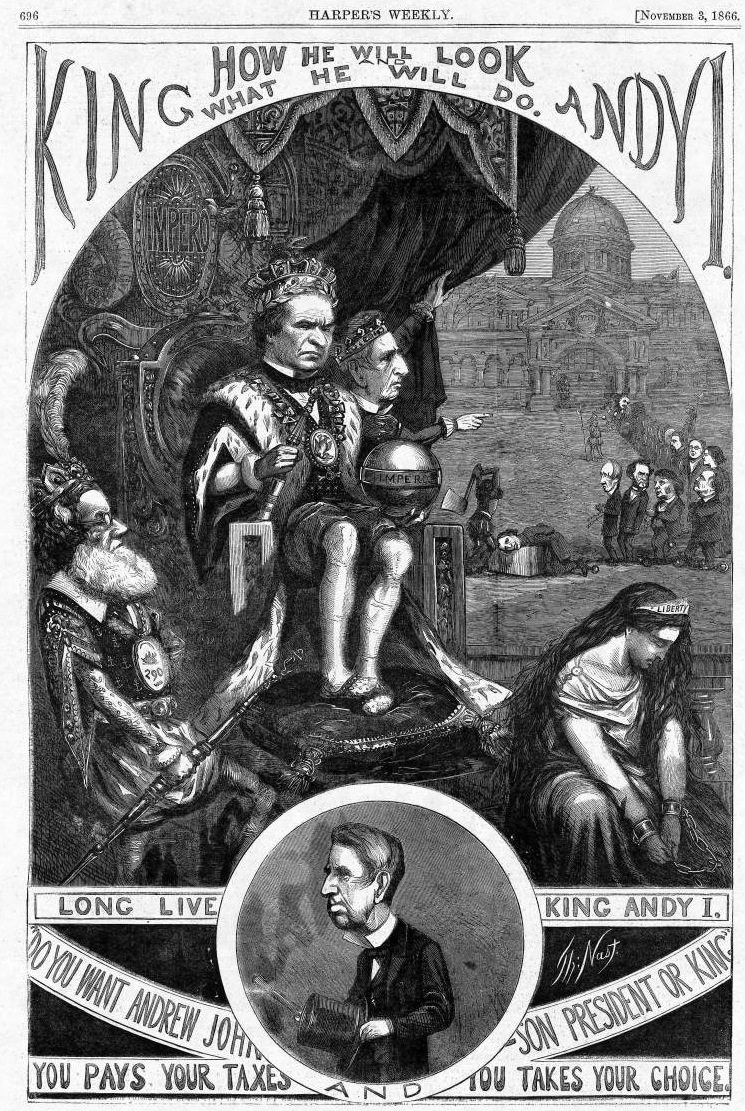
Caricatura de Thomas Nast mostrando Seward como o grande vizir de Johnson, defendendo a execução de Thaddeus Stevens, novembro de 1866

Seward trabalhou pouco com o novo presidente Johnson durante os primeiros meses deste no novo governo presidencial. Seward ainda estava se recuperando dos ferimentos sofridos durante sua tentativa de assassinato e Johnson adoeceu por um período em meados de 1865. O secretário provavelmente estava de acordo com os termos relativamente brandos do presidente para a reentrada dos estados do sul na União, além do perdão a todos os confederados menos aqueles mais graduados. Republicanos Radicais como Stanton e Stevens propuseram que os escravos libertos recebessem o direito de voto, mas Seward ficou satisfeito em deixar isso aos estados, acreditando que a prioridade deveria ser reconciliar as populações brancas governistas de norte e sul; de fato, poucos estados do norte permitiam que afro-americanos votassem.
Johnson, diferentemente de Lincoln, que tinha um relacionamento próximo com Seward, manteve seus próprios conselheiros e geralmente não aproveitou os conselhos políticos de seu secretário enquanto o Congresso se preparava para se reunir em dezembro de 1865. O presidente tinha emitido proclamações permitindo que os estados sulistas reformassem seus governos estaduais e realizassem eleições; eles em sua maioria elegeram homens que tinham servido como líderes pré-guerra e durante o conflito. Seward aconselhou Johnson a usar sua primeira mensagem anual ao Congresso para afirmar que os estados sulistas precisavam cumprir três condições para serem readmitidos à União: repelir a secessão, repudiar a dívida de guerra incorrida pelos governos rebeldes e ratificar a Décima Terceira Emenda. Johnson não seguiu a sugestão pois desejava atrair apoio tanto de republicanos quanto democratas. O Congresso não deu posse aos sulistas, mas nomeou um comitê conjunto para realizar recomendações sobre a questão. Johnson foi contra o comitê, enquanto Seward preferiu esperar e ver o que ocorria.
O Congresso e o presidente batalharam no início de 1866 sobre a ampliação da autorização do Escritório de Homens Livres. Ambos os lados concordavam que o escritório deveria acabar depois dos estados terem sido readmitidos, a questão era se isso ocorreria logo. Johnson, com o apoio de Seward, vetou o projeto de lei. Os republicanos ficaram bravos com os dois homens, mas falharam em anular o veto do presidente. Johnson também vetou o Projeto de Lei de Direitos Civis, que concederia cidadania aos escravos libertos. Seward aconselhou uma mensagem de veto conciliatória, mas Johnson o ignorou, em vez disso dizendo que o Congresso não tinha o direito de aprovar leis afetando o sul até que os congressistas regionais tomassem posse. Desta vez o Congresso conseguiu anular seu veto com uma maioria de dois terços nas duas câmaras, a primeira vez que isso ocorreu em uma grande legislação na história norte-americana.

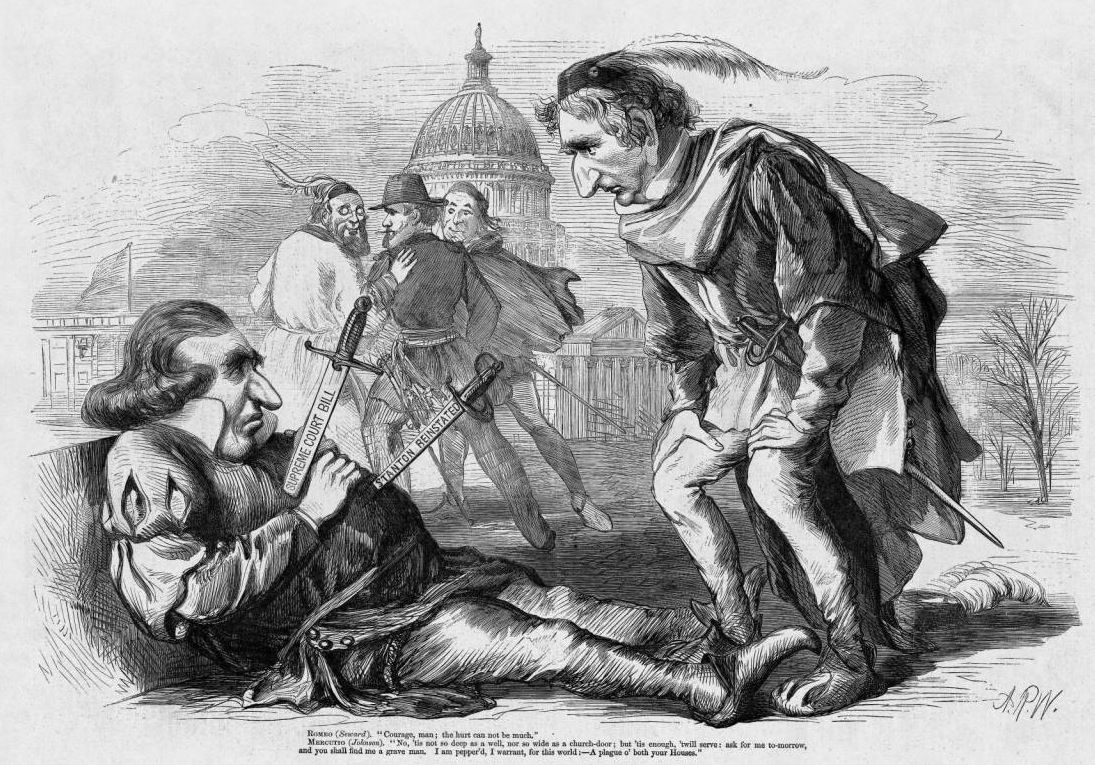
Caricatura de Alfred Waud de Johnson, como Mercúcio, pedindo que uma praga caísse sobre as duas câmaras do Congresso, enquanto Seward o escuta trajado como Romeu, 1868

Johnson esperava que o povo elegesse congressistas que concordassem consigo nas eleições legislativas de 1866, partindo em uma viagem, chamada de Girando ao Redor do Círculo, para discursar em diferentes cidades no decorrer do verão. Seward esteve entre os oficiais que o acompanharam. A viagem foi um desastre para o presidente, que fez várias afirmações imponderadas sobre seus oponentes que acabaram críticas pela imprensa. Os Republicanos Radicais acabaram se fortalecendo após as eleições. A fúria republicana contra Johnson se estendeu também para Seward; o senador William P. Fessenden do Maine disse sobre o presidente: "ele começou com boas intenções, porém temo que os maus conselhos de Seward o carregaram para além do alcance da salvação".
As duas câmaras do Congresso aprovaram em fevereiro de 1867 o Projeto de Lei do Mandato de Cargo, pretensamente para impedir que o presidente removesse nomeações presidenciais sem antes ter a aprovação do Senado. Johnson suspendeu e depois demitiu Stanton devido a discordâncias sobre as políticas da Reconstrução, levando ao impeachment do presidente por supostamente violar a Lei do Mandato de Cargo. Seward recomendou que Johnson contratasse o renomado advogado William M. Evarts e, com a ajuda de Weed, conseguiu angariar fundos para a defesa bem-sucedida do presidente em seu julgamento.

#### México
O México estava dilacerado no início da década de 1860, como muitas vezes esteve nos cinquenta anos desde sua independência. Houve 36 trocas de governo e 73 presidentes, além de uma recusa de pagar suas dívidas externas. A França, Espanha e Reino Unido juntaram-se para intervirem em 1861 sob o pretexto de estarem protegendo seus cidadãos e para garantir o pagamento da dívida. Os espanhóis e britânicos logo foram embora, mas os franceses ficaram. Seward percebeu que desafiar a França nesse momento poderia provocá-la a intervir pelo lado confederado, assim manteve-se quieto. O imperador Napoleão III armou em 1864 para que seu primo arquiduque Maximiliano da Áustria assumisse o trono mexicano com apoio militar francês. Seward usou um linguajar confrontador publicamente, mas em particular foi conciliatório com os franceses.
Os confederados tinham apoiado as ações dos franceses. Seward avisou a França em 1865 que os Estados Unidos ainda queriam que os franceses deixassem o México. Napoleão temia que o veterano e numeroso Exército dos Estados Unidos. Seward permaneceu conciliatório e o imperador concordou em janeiro de 1866 retirar suas tropas depois de um período de doze a dezoito meses, período durante o qual Maximiliano poderia consolidar sua posição contra a insurgência liderada por Benito Juárez.
Napoleão tentou adiar ao máximo a partida francesa, porém os norte-americanos colocaram um exército experiente em combate na margem norte do rio Grande e Seward se manteve firme. O imperador francês sugeriu estabelecer um novo governo mexicano que excluiria tanto Maximiliano quanto Juárez, mas os Estados Unidos já tinham reconhecido Juaréz como o presidente legítimo e não estavam dispostos a reconsiderar essa posição. Nesse meio tempo, Juárez, com apoio militar dos Estados Unidos, avançou pelo nordeste mexicano. Os franceses finalmente partiram no início de 1867. Maximiliano permaneceu, mas foi logo capturado pelas tropas de Juárez. Maximiliano foi executado por um esquadrão de fuzilamento em 19 de junho de 1867, mesmo os Estados Unidos e a França tendo pedido a Juárez para que isso não ocorresse.

#### Expansão e Alasca

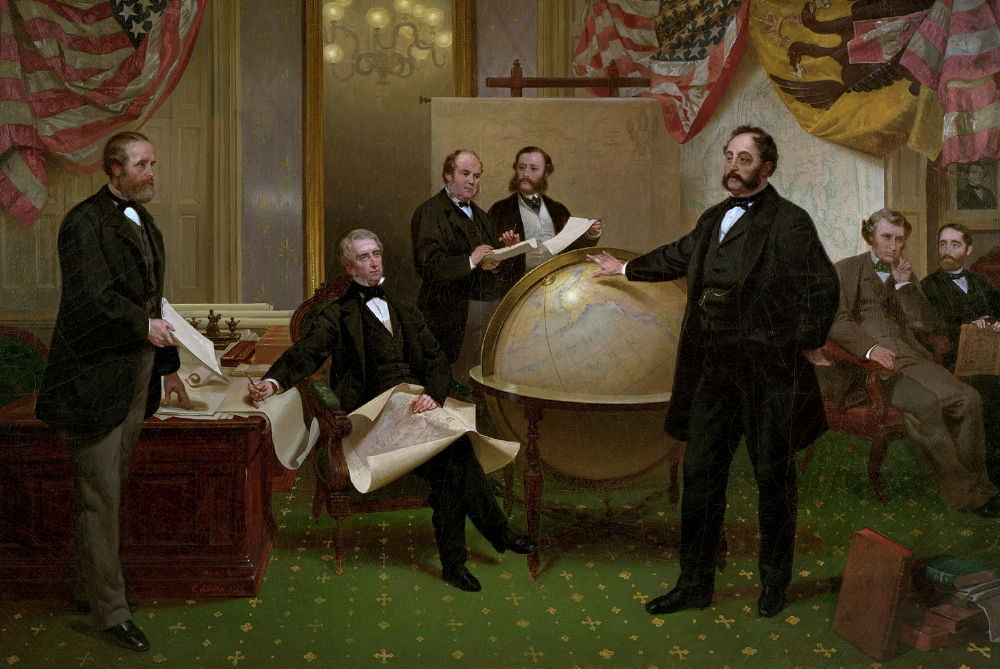
Pintura de Emanuel Leutze da assinatura da Compra do Alasca, com Seward sentado no centro

Em muitos de seus discursos, Seward tinha defendido que toda a América do Norte deveria se juntar aos Estados Unidos, porém, como senador, tinha votado contra a Compra Gadsden de Pierce para obter terras do México e se oposto às tentativas de Buchanan de comprar Cuba da Espanha. Estas posições ocorreram porque as terras a serem adquiridas se tornariam territórios escravagistas. Isto não era mais um problema depois da Guerra de Secessão e ele se tornou um ferrenho expansionista, contemplando até mesmo comprar a Groelândia e a Islândia. A Marinha dos Estados Unidos tinha sido prejudicada durante a guerra pela falta de bases no estrangeiro e Seward acreditava que o comércio norte-americano se beneficiaria da compra de territórios ultramarinos.
Seward, assim como Lincoln, acreditava que os Estados Unidos precisavam de bases navais no Caribe, assim em janeiro de 1865 ele fez uma proposta para comprar as Índias Ocidentais Dinamarquesas. Mais tarde no mesmo ano ele foi para o Caribe. Dentre os portos que visitou estava Sankt Thomas, admirando o porto facilmente defensável. Outra parada foi na República Dominicana, onde iniciou conversas para a compra da Baía de Samaná. O Congresso voltou a se reunir em dezembro de 1866 e Seward causou certo alvoroço ao entrar na Câmara dos Representantes e sentar-se ao lado de Stevens, um dos oponentes do governo, a fim de persuadi-lo a apoiar uma maior alocação de fundos para a compra de Samaná, enviando seu filho Frederick até a República Dominicana para negociar um tratado. Essas tentativas falharam; o Senado não ratificou um tratado de compra dos territórios dinamarqueses nos dias finais do governo de Johnson, enquanto as negociações com os dominicanos deram em nada.
Seward tinha se interessado pela caça de baleias enquanto era senador, com seu interesse na América Russa surgindo como uma consequência disso. Ele previu que o território se tornaria parte dos Estados Unidos em um discurso antes da Convenção Nacional Republicana de 1860 e começou a pressionar a Rússia, então uma aliada dos Estados Unidos, para uma negociação assim que descobriu em 1864 que o território talvez estivesse a venda. Eduard Stoeckl, o ministro russo nos Estados Unidos, voltou para casa de licença em 1866 e defendeu que seu governo vendesse, pois temia que o território fosse tomado por colonos norte-americanos e perdido. Stoeckl recebeu autoridade para negociar a venda e voltou para Washington em 1867, negociando diretamente com Seward. O secretário inicialmente ofereceu cinco milhões de dólares, mas ambas as partes acabaram concordando em sete milhões, com Seward apresentando um esboço do tratado ao gabinete em 15 de março. Os superiores de Stoeckl levantaram várias questões e o preço da compra subiu para 7,2 milhões para que essas preocupações desaparecessem. O tratado foi assinado na manhã de 30 de março e ratificado pelo Senado em 10 de abril. Stevens enviou uma nota de congratulações ao secretário, prevendo corretamente que a Compra do Alasca seria vista como uma das maiores realizações de Seward.

## Últimos anos
Seward esperava que Johnson fosse indicado na Convenção Nacional Democrata para a eleição presidencial de 1868, porém o indicado acabou sendo o governador Horatio Seymour de Nova Iorque. Os republicanos escolheram o general de exército Ulysses S. Grant, que tinha um péssimo relacionamento com Johnson. Seward fez um grande discurso na véspera da eleição apoiando Grant, que facilmente foi eleito. Seward se encontrou duas vezes com o então presidente-eleito, criando especulações de que ele estava querendo permanecer como Secretário de Estado para um terceiro mandato presidencial. Entretanto, Grant não tinha interesse em manter Seward e este se contentou com a aposentadoria. Grant, de fato, recusou-se a ter qualquer coisa a ver com Johnson, até mesmo recusando-se a ir para sua cerimônia de posse na mesma carruagem que seu predecessor, como era o costume. Johnson e seu gabinete passaram a manhã de 4 de março de 1869 na Casa Branca lidando com questões de última hora, mesmo com Seward tendo tentado convencê-lo a comparecer à posse de Grant, em seguida deixando o local assim que o novo presidente assumiu. Seward retornou para Aurburn.
Seward ficou inquieto em Auburn e logo embarcou em uma viagem pela América do Norte a bordo da nova ferrovia transcontinental. Quando passou por Salt Lake City, no Território de Utah, ele se encontrou com líder religioso Brigham Young, presidente d'A Igreja de Jesus Cristo dos Santos dos Últimos Dias, que quando jovem tinha trabalhado como carpinteiro na casa de Seward em Auburn. Seward pegou um navio a vapor ao chegar na Costa Oeste e foi para o norte visitar a cidade de Sitka, no Departamento do Alasca, parte do enorme território que ele tinha adquirido para os Estados Unidos alguns anos antes. Ele passou algum tempo no Oregon e na Califórnia, seguindo então para o México, onde foi recebido como um herói. Seward ainda visitou Cuba e voltou para os Estados Unidos, concluindo sua viagem de nove meses em março de 1870.
Ele embarcou em outra viagem em agosto de 1870, desta vez ao redor do mundo rumo oeste. Com ele estava a jovem Olive Risley, filha de um oficial do Departamento do Tesouro, com quem ele se aproximou em seus últimos anos em Washington. Eles visitaram o Japão e então a China, onde chegaram a caminhar pela Grande Muralha. Foi decidido durante a viagem que Seward adotaria oficialmente Olive, e assim foi feito, desta forma encerrando as fofocas e medo de seus filhos de que Seward se casaria novamente no final de sua vida. Passaram três meses na Índia e então viajaram pelo Oriente Médio e Europa, retornando para Auburn apenas em outubro de 1871.
Seward começou a escrever suas memórias de volta a Auburn, mas chegou apenas na época dos seus trinta anos, abandonando-as a fim de escrever sobre suas viagens. Ele se enfraqueceu cada vez mais pelos meses seguintes. Seward trabalhou pela manhã em seu escritório como de costume no dia 10 de outubro de 1872, então passou a reclamar de dificuldade para respirar. Ficou cada vez pior ao longo do dia e sua família se reuniu ao seu redor. Quando perguntado se tinha algumas palavras finais, ele disse, "Amem uns aos outros". Seward morreu durante a tarde. Seu funeral ocorreu alguns dias depois, com o povo de Auburn e arredores fazendo fila por horas para poderem passar diante de seu caixão aberto. Weed estava presente para o enterro de seu amigo, enquanto Harriet Tubman, uma ex-escrava quem Seward tinha ajudado, enviou flores. Grant enviou pedidos de desculpas por não poder estar presente. Seward foi enterrado no Cemitério Fort Hill em Auburn ao lado de sua esposa e filha Fanny, esta tendo morrido em 1866.

## Legado

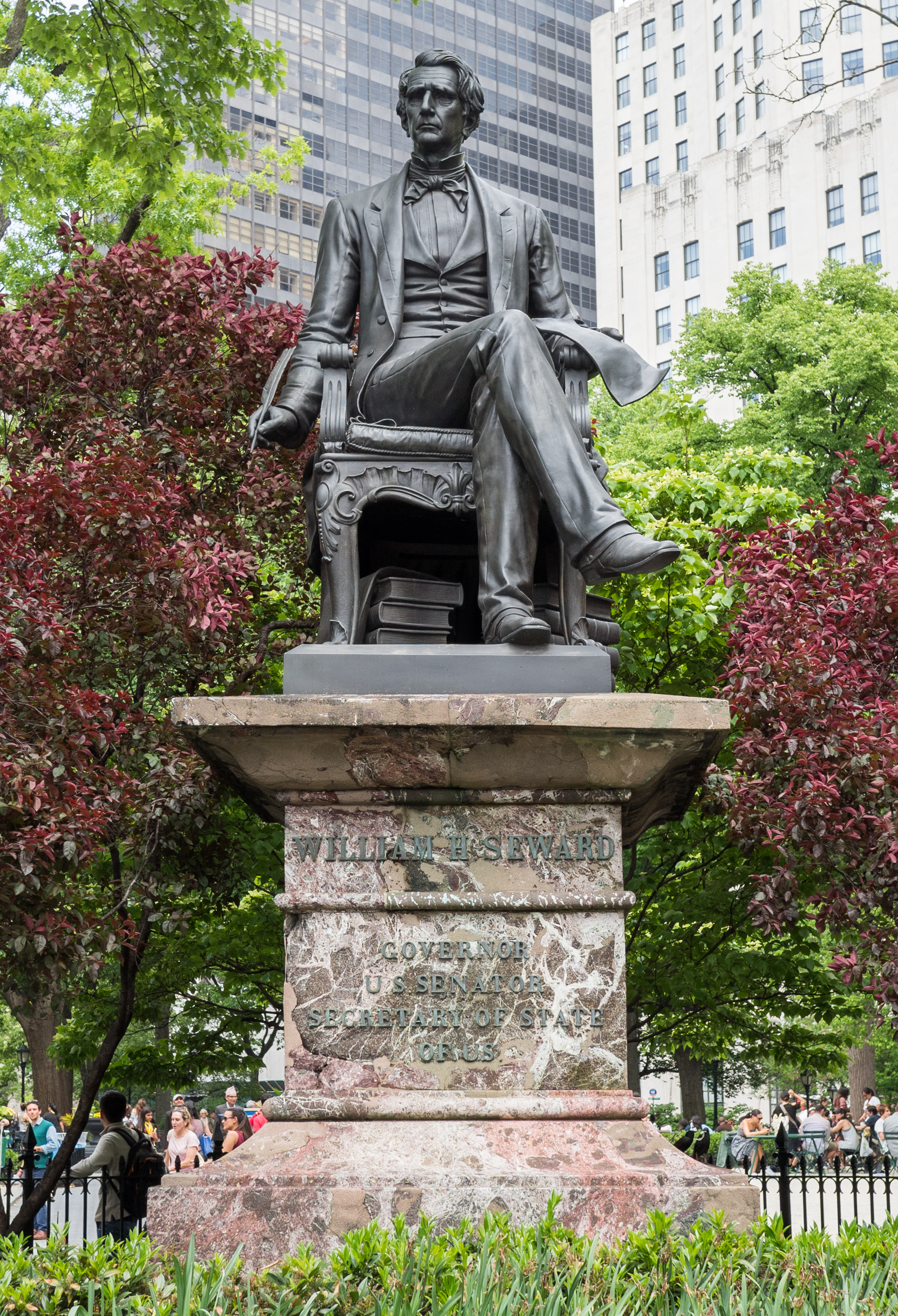
Estátua de Seward por Randolph Rogers no Madison Square Park, Nova Iorque

A reputação de Seward foi controversa em vida e assim permaneceu após sua morte, dividindo seus contemporâneos. Gideon Welles, ex-Secretário da Marinha, afirmou que Seward carecia de princípios e não conseguia compreender como ele conseguiu enganar Lincoln a pensar que os tinha, conquistando um lugar no gabinete. Charles Francis Adams, ministro no Reino Unido durante a época de Seward como secretário, o considerou "mais um político do que estadista", mas Charles Anderson Dana, ex-Secretário Assistente de Guerra, discordou, escrevendo que Seward era "o intelecto mais culto e abrangente na administração" e "o que é mais raro em um advogado, político ou estadista: imaginação".
Acadêmicos de forma geral elogiaram Seward por seu trabalho como Secretário de Estado. Ernest N. Paolino o considerou em 1973 como "o único Secretário de Estado excepcional desde John Quincy Adams". Seward recebeu avaliações altas por suas realizações no cargo e por antecipar as necessidades futuras dos Estados Unidos. Segundo seu biógrafo Van Deusen, "sua política externa construiu para o futuro. Ele desejava preparar a América para a grande era que estava à frente. Assim procurou bases, estações navais e, pacificamente, territórios adicionais".
Seus biógrafos sugeriram que havia duas faces para Seward. Uma era "John Quincy Adams Seward", que sonhava grande e tentava transmiti-los em discursos, trabalhando para alcançar educação para todos, bons acordos para imigrantes, encerrar a escravidão e expandir os Estados Unidos. O outro era "Thurlow Weed Seward", que firmava acordos na surdina com charutos e álcool e era um pragmático que muitas vezes aceitava metade quanto um todo não estava disponível. Daniel S. Crofts, no artigo de Seward na American National Biography, argumentou que "Cada Seward era, é claro, uma caricatura e ambas as tendências, ao mesmo tempo simbióticas e contraditórias, existiam em conjunto".
Os elogios que Seward recebeu também se estenderam ao seu trabalho durante o Guerra de Secessão. Seu biógrafo Walter Stahr escreveu que ele "habilmente gerenciou as relações exteriores da nação, evitando a intervenção estrangeira que garantiria que a Confederação se tornaria uma nação separada". Mesmo assim, segundo John M. Taylor, outro de seus biógrafos, historiadores se focaram muito mais nos campos de batalha da Guerra de Secessão e assim lhe deram pouca atenção. Seward tem uma dezena de biógrafos, enquanto milhares de livros foram escritos se focando em Lincoln. Segundo Crofts, "Seward e Lincoln foram os dois mais importantes líderes gerados pela interseção do idealismo antebellum e da política partidária. Lincoln, é claro, sempre ofuscará Seward. Entretanto, antes de 1860, Seward ofuscava Lincoln".
Segundo Taylor, o assassinato de Lincoln ajudou a selar sua grandeza e relegar "suas associados ... à posição de pequenos jogadores". Foram escritas dezenas de biografias de Lincoln exaltando-o como o norte-americano por excelência nas décadas e até mesmo século após sua morte, colocando-o em um pedestal de estima pública que Seward jamais conseguiria alcançar. Este, por sua vez, percebeu tal situação ainda em vida; segundo um relato, Seward, quando perguntado se poderia mostrar as cicatrizes do atentado contra sua vida, lamentou que não tinha sido morto e martirizado como Lincoln, "Eu acho que eu merecia a recompensa de morrer lá".
Seward foi um defensor do expansionismo durante seu tempo no gabinete, porém apenas o Alasca foi adicionado ao território durante sua época como Secretário de Estado. Mesmo assim, sua influência se estendeu a aquisições posteriores. Hamilton Fish, um de seus amigos, assinou em 1875 um tratado de reciprocidade comercial com o Havaí que depois levou à anexação das ilhas aos Estados Unidos. William M. Evarts, outro de seus amigos, assinou em 1877 um tratado de amizade com as Ilhas Samoa, estabelecendo as fundações para outra aquisição norte-americana. John Hay, um jovem amigo e protegido de Seward e secretário assistente particular de Lincoln, foi um de seus sucessores na virada do século XIX para o XX, durante o qual os Estados Unidos adquiriram Porto Rico, Guam, Samoa Americana, Filipinas e a Zona do Canal do Panamá.
Stahr acredita que a influência de Seward ainda é sentida hoje:
| “ | Seward acreditava não apenas em expansão territorial, mas em um império comercial e diplomático. Ele encorajou a imigração aos Estados Unidos, sempre enxergando a imigração como uma fonte de força; ele ... estava preparado para apoiar palavras com armas; e ele acreditava que Washington era o centro natural para discussões interamericanas e internacionais. Se estivesse vivo hoje, ele não ficaria surpreso em descobrir ... que muitos dos americanos mais famosos são imigrantes de primeira ou segunda geração, ou que a Cidade de Nova Iorque é o centro financeiro do mundo, ou que as sedes do Banco Mundial e da Organização dos Estados Americanos estão ambas em Washington. Seward não ficaria surpreso por esses desenvolvimentos: ele ficaria satisfeito. | ” |